# Военная техника Второй мировой войны
Военная техника Второй мировой войны — вооружение и боевая техника (авиация, бронетехника, артиллерия, стрелковое оружие, боевые корабли), применявшиеся в период с 1939 по 1945 год (с момента нападения Германии на Польшу в сентябре 1939 года и до подписания капитуляции Японией в сентябре 1945 года). Поскольку общее число видов боевой техники, выпускавшейся в тот период было очень велико, здесь представлены только наиболее распространённые (по объёму выпуска) виды или те образцы, которые оказали значительное влияние на ход войны. Из государств-участников Второй мировой войны представлены в основном те, кто активно вел боевые действия и разрабатывал собственные образцы боевой техники. Во время Второй мировой войны боевая техника развивалась достаточно быстро. У всех воюющих сторон постоянно появлялись новые образцы, отличавшиеся улучшенными боевыми характеристиками. Особенно бурно в этот период развивались бронетехника и авиация. Значительные изменения произошли также в артиллерии, стрелковом оружии и военно-морской технике.

## Военная техника стран Антигитлеровской коалиции

### СССР

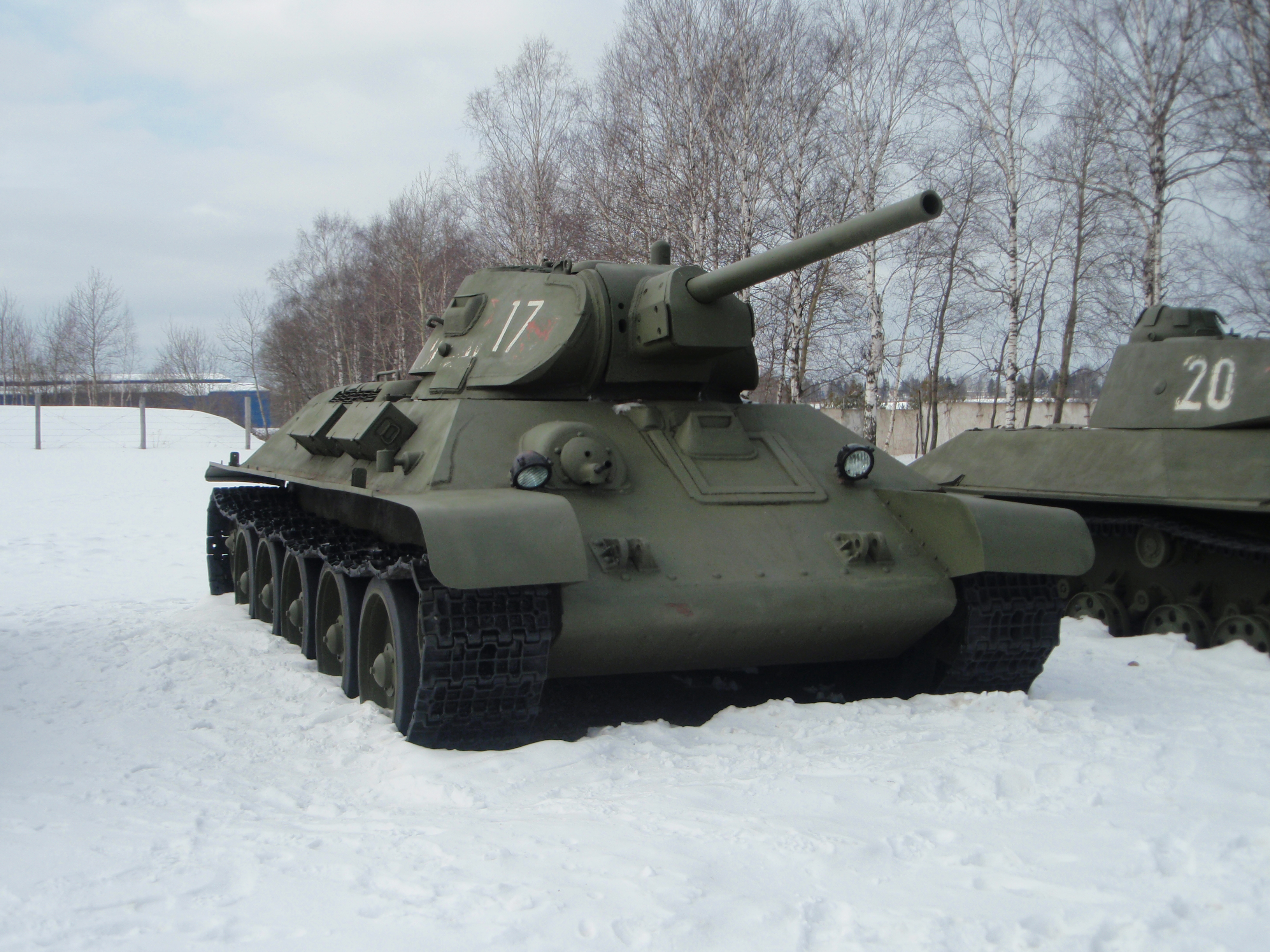
Т-34 1941 года выпуска

Перед началом войны советскими инженерами были созданы лёгкие танки Т-40 и Т-50, средний танк Т-34 и тяжёлые КВ-1 и КВ-2. Они начали поступать в войска, но большую часть танкового парка составляли машины созданные в 30-е годы, такие как лёгкие танки Т-26, БТ-5 и БТ-7, а также средние Т-28 и тяжёлые Т-35. Ограниченно использовались также лёгкие танки БТ-2, Т-37А, Т-38 и даже танкетки Т-27.
Осенью 1941 года были приняты на вооружение лёгкие танки Т-60, а затем в январе 1942 года Т-70, на основе которого было создано одно из самых массовых самоходно-артиллерийских орудий советской армии — СУ-76.
В начале 1943 года были приняты на вооружение самоходно-артиллерийские установки СУ-122 и СУ-152. В 1943 году путём модернизации Т-34 с установкой новой более мощной 85-мм пушки был создан Т-34-85, а в результате модернизации КВ-1 появились тяжёлые танки КВ-1с и КВ-85. Кроме того, в 1943-45 годах был налажен выпуск тяжёлых танков ИС-1 и ИС-2.
Одновременно для борьбы с немецкими танками и поддержки пехоты на вооружение были приняты средние самоходно-артиллерийские установки СУ-85, СУ-100, а также тяжёлые ИСУ-122 и ИСУ-152.
В истребительной авиации ВВС перед началом войны появились такие самолёты как Як-1, ЛаГГ-3 и МиГ-3, по своим характеристикам приближавшиеся к немецким аналогам, хотя основную часть воздушного парка составляли истребители И-16, которые к тому времени уже безнадежно устарели. В начале войны в качестве истребителя ПВО применялись также И-153. Впоследствии в результате модернизации Як-1 были созданы такие машины как Як-3, Як-7 и Як-9, а в результате модернизации ЛаГГ-3, Ла-5 и Ла-7.
В бомбардировочной авиации в начальный период войны использовались самолёты СБ и ДБ-3, а наиболее массовым бомбардировщиком стал Пе-2. В качестве дальнего бомбардировщика применялся также Ил-4, а в условиях нехватки боевых самолётов в качестве лёгкого ночного бомбардировщика использовались и учебные У-2. Наиболее распространённым штурмовиком советской авиации был Ил-2, по некоторым данным считавшийся также самым массовым боевым самолётом в истории.
Артиллерийские орудия в СССР подразделялись на дивизионные, корпусные, противотанковые и зенитные. Из дивизионных орудий наиболее распространённой была 76-мм пушка ЗИС-3. В начальный период войны использовались также 76-мм пушка Ф-22 и 76-мм пушка УСВ. Корпусная артиллерия была представлена 122-мм пушками А-19, 152-мм гаубицей образца 1909/30 годов, а также 152-мм гаубицей-пушкой МЛ-20. Противотанковые орудия включали в себя 45-мм противотанковые пушки 53-К, 45-мм М-42 и 57-мм ЗИС-2. В зенитной артиллерии использовались 37-мм зенитные пушки 61-К, а также 76-мм пушки 3-К и 85-мм 52-К.
Основным стрелковым оружием советской армии была винтовка Мосина. Были широко распространены пистолеты-пулемёты ППШ и с середины войны ППС. В качестве офицерского оружия использовались револьверы Наган и пистолеты ТТ. Основным ручным пулемётом был ДП, а в качестве станкового использовался пулемёт Максим, разработанный ещё до Первой мировой войны, позднее на вооружение поступил более лёгкий станковый пулемёт СГ-43. Определённое распространение получил также крупнокалиберный пулемёт ДШК, используемый и в качестве зенитного. Противотанковые ружья были представлены образцами ПТРД и ПТРС. Из ручных гранат массово применялись РГ-41 (в начале войны), РГД-33, РГ-42 и Ф-1.
В качестве инженерной техники использовались саперный танк СТ-26 на базе Т-26 и инженерно-мостовой танк ИТ-28 на базе Т-28.
Военно-морскому флоту в СССР уделялось меньше внимания. В его состав входили линкоры «Марат» и «Октябрьская революция» на Балтике, а также «Парижская коммуна» на Чёрном море. Кроме того, имелось 7 крейсеров, лидеры, эсминцы, большое количество подводных лодок и торпедных катеров.

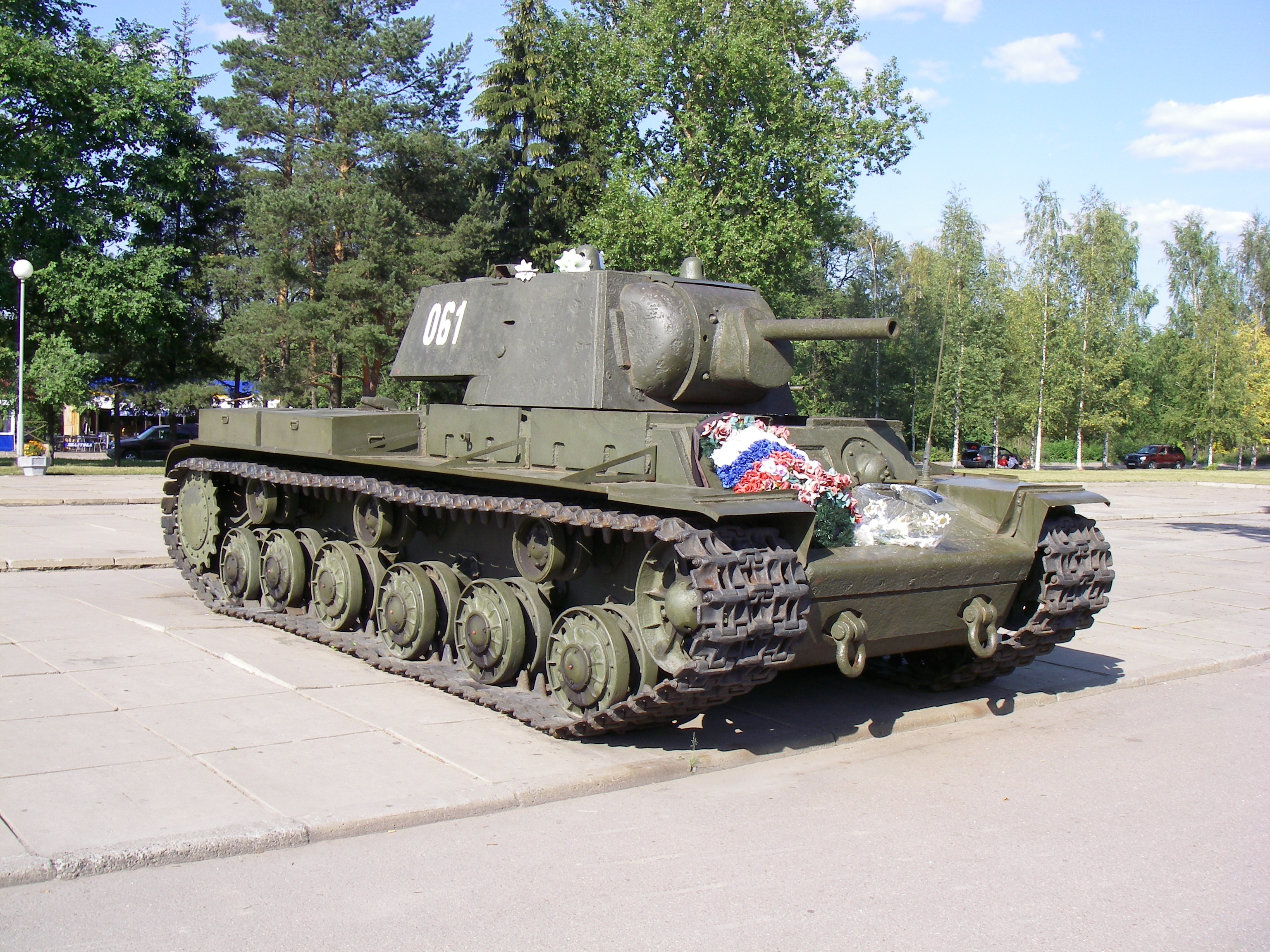
Тяжёлый танк КВ-1
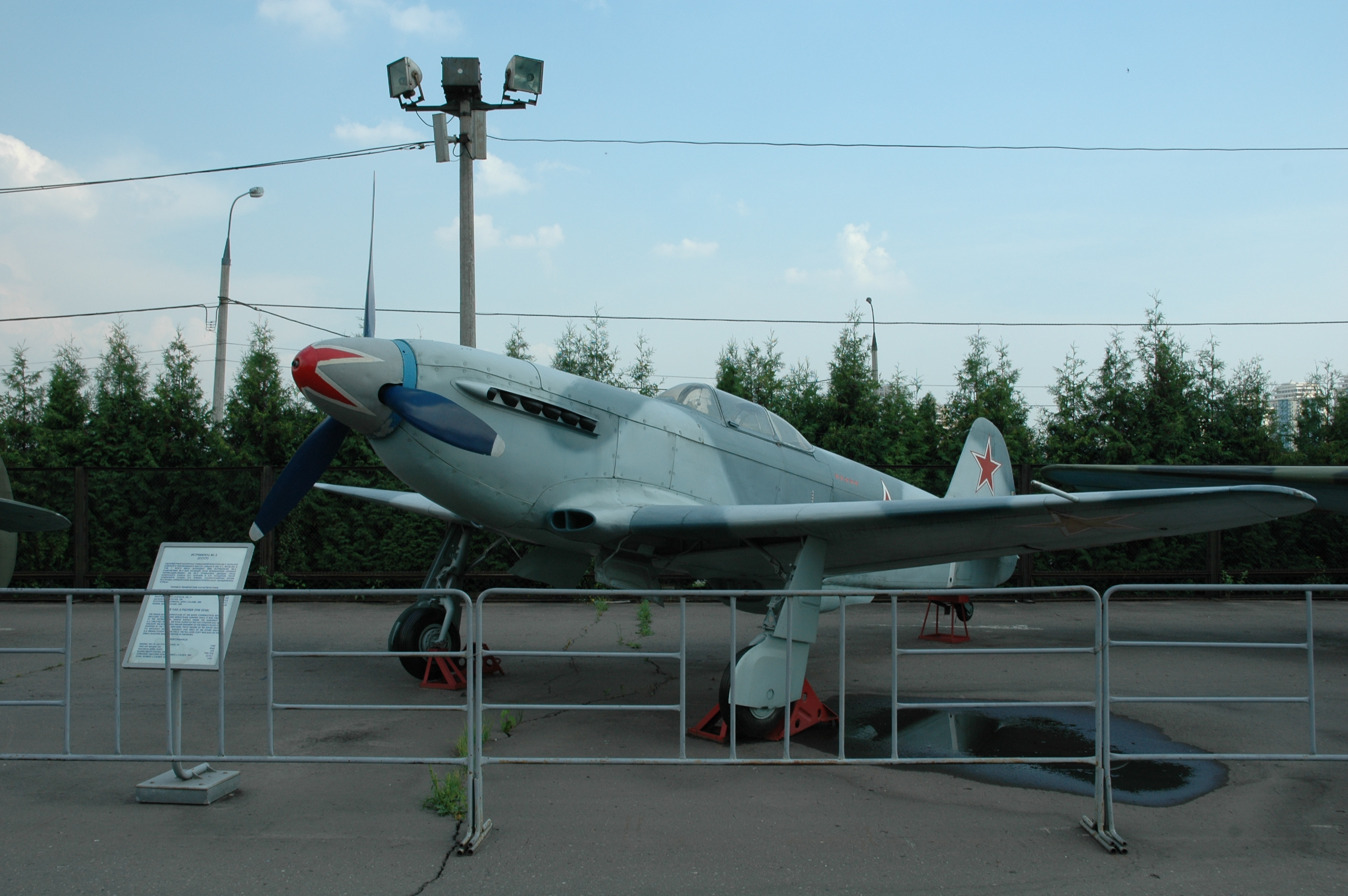
Истребитель Як-3
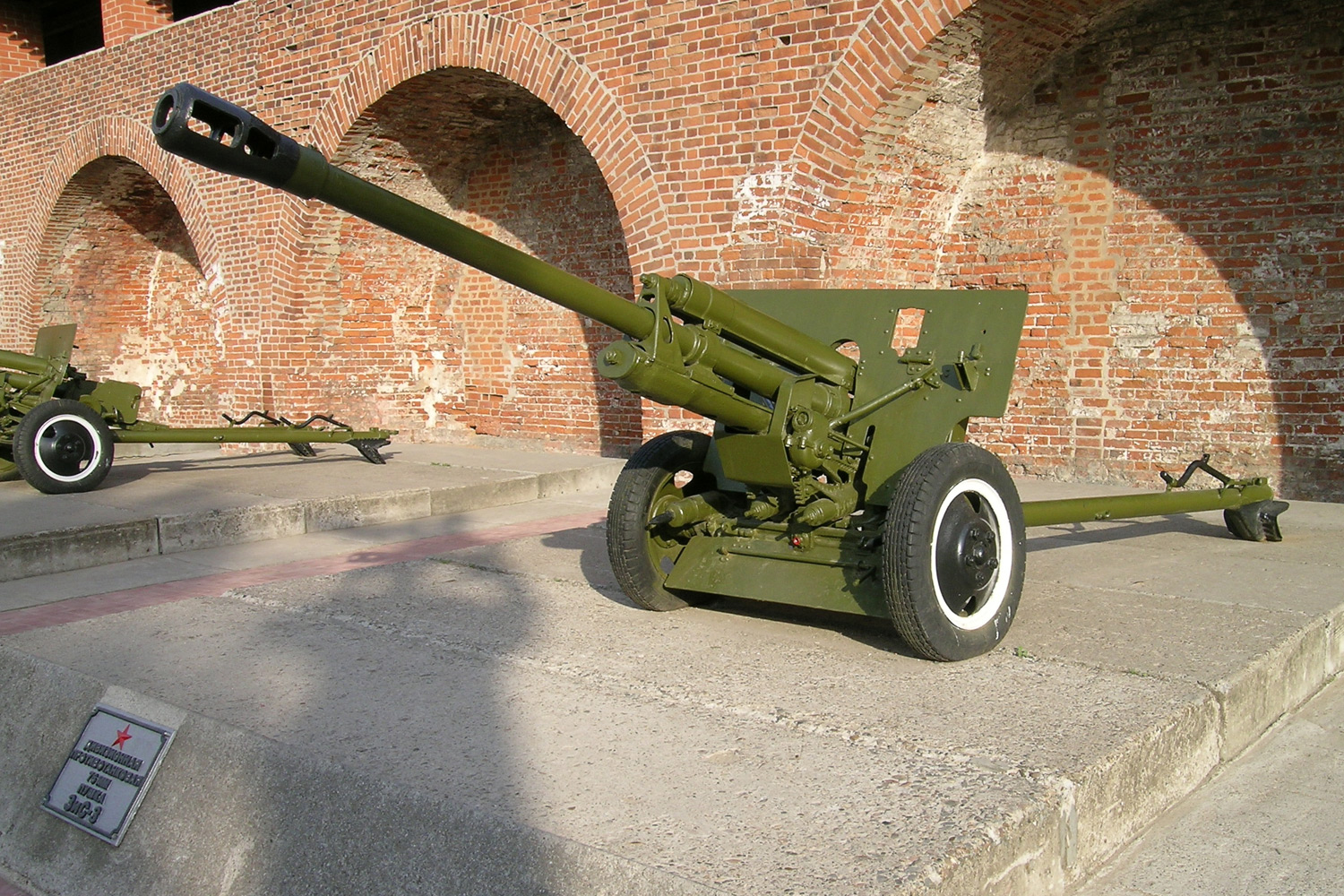
76-мм дивизионная пушка образца 1942 года (ЗИС-3)
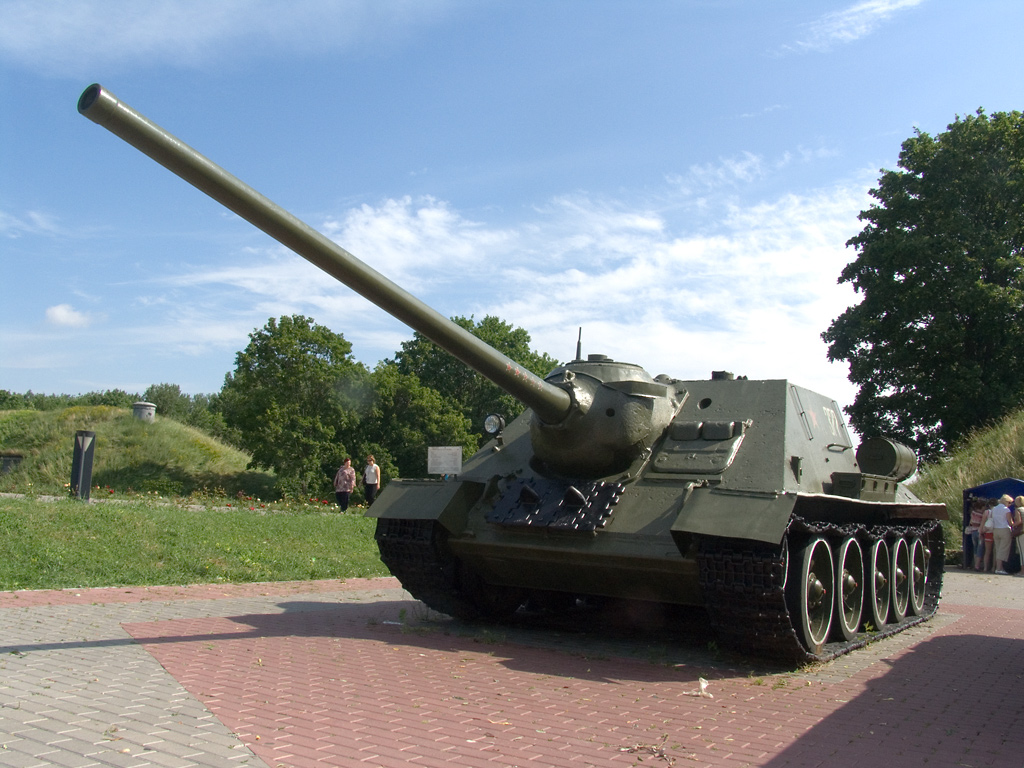
Самоходная артиллерийская установка СУ-100

### Великобритания

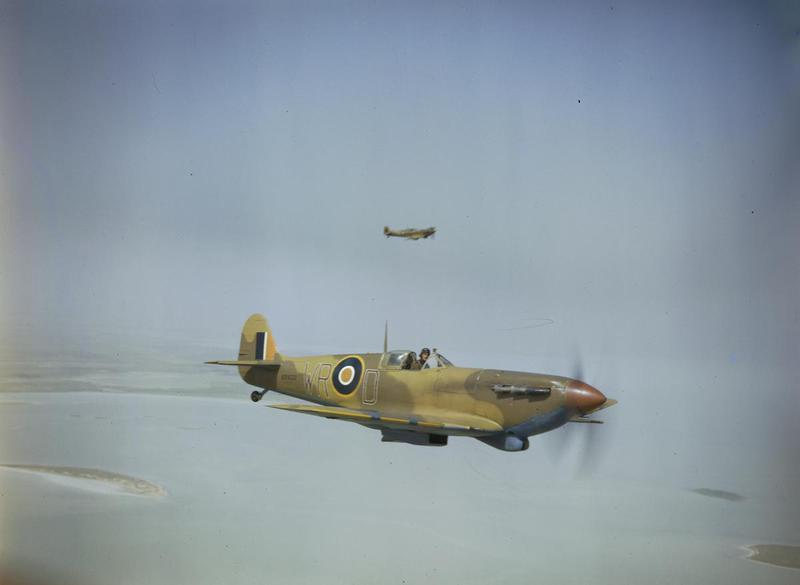
Спитфайр Mk.VB

Начавшаяся вскоре после Дюнкерка, битва за Британию потребовала направить все силы на восполнение потерь в авиации и прежде всего истребительной. В этот период основу истребительного авиапарка Великобритании составляли «Спитфайры» и «Харикейны». Кроме них впоследствии стали также применять такие самолёты как Westland Whirlwind, Boulton Paul Defiant, Gloster Gladiator, Hawker Tempest, Hawker Typhoon, а также реактивный истребитель Gloster Meteor. В качестве лёгких бомбардировщиков использовались в основном Fairey Battle и Bristol Blenheim, средние были представлены такими машинами как Handley Page Hampden, Armstrong Whitworth Whitley, Vickers Wellesley, Vickers Wellington и Avro Manchester. В качестве тяжёлых бомбардировщиков королевские ВВС применяли Short Stirling, Handley Page Halifax и Avro Lancaster.
В английской армии танки подразделялись на лёгкие, крейсерские и пехотные. К лёгким относились Mk VI, Mk VII Тетрарх и Mk VIII Гарри Хопкинс. Из крейсерских в начальный период войны использовались Mk IV, Mk V Covenanter, Mk.VI Crusader и Mk VII Cavalier. Все они показали неудовлетворительные боевые качества и очень быстро были сняты с производства. С 1943 года выпускались также крейсерские танки Mk VIII Кромвель, Mk VIII Челленджер и A34 Комета. К пехотным танкам, применявшимся в начальный период войны, относятся Mk II Matilda II и Mk III Valentine, наибольшее распространение из них получил «Валентайн». Впоследствии было также развернуто производство тяжёлого танка Mk IV «Черчилль». Кроме того, в английских войсках использовались американские танки M4 «Шерман», поставленные по ленд-лизу. В Англии также производились противотанковые САУ Deacon и Archer, истребители танков Achilles, и самоходные гаубицы Bishop.
Английская артиллерия подразделялась на противотанковую, пехотную и зенитную. В начальный период войны в противотанковой артиллерии использовалась QF 2 pounder, обладавшая малым калибром и не способная поразить большинство немецких танков. В 1942 году для её замены была разработана QF 6 pounder. Из пехотных орудий наиболее распространённым было QF 25 pounder. В качестве зенитного орудия в начальный период войны использовалась Vickers QF 2 pounder Mark VIII, которая в дальнейшем была заменена на 20-мм пушки «Эрликон» и 40-мм Бофорс.
Стрелковое оружие включало винтовки Ли-Энфилд и Pattern 1914 Enfield, пистолеты-пулемёты STEN, Lanchester и американский пистолет-пулемёт Томпсона, револьверы Энфилд № 2 и Webley, американские пистолеты Браунинг НР и Кольт M1911, а также пулемёты Bren, Виккерс и Льюис.
Из инженерной техники использовались БРЭМ на базе танков Cromwell, Crusader, Cavalier, Centaur и Churchill. Выпускался также бульдозер Centaur Dozer на базе танка Cromwell и мостоукладчик Valentine-bridgelayer на базе танка Mk-III Valentine.
Королевский военно-морской флот Великобритании был крупнейшим в Европе и насчитывал в своём составе линкоры типа «Куин Элизабет» (HMS Queen Elizabeth, HMS Warspite, HMS Barham, HMS Valiant и HMS Malaya), типа «Ривендж» (в который входили HMS Royal Sovereign, HMS Revenge, HMS Royal Oak, HMS Resolution и HMS Ramillies), а также типа «Нельсон» (состоявшие из HMS Nelson и HMS Rodney). В состав флота входили также линейные крейсера типа «Ринаун» (из HMS Renown, HMS Repulse) и HMS Hood, авианосцы (типа «Илластриес», типа «Имплакабл», HMS Audacity, HMS Eagle, HMS Hermes, HMS Unicorn и HMS Ark Royal), тяжёлые и лёгкие крейсера, а также большое количество эсминцев и подводных лодок.
Палубная авиация включала истребители Sea Gladiator, Fairey Fulmar, Sea Hurricane и Fairey Firefly, а также бомбардировщики и торпедоносцы Fairey Swordfish, Fairey Albacore и Fairey Barracuda.

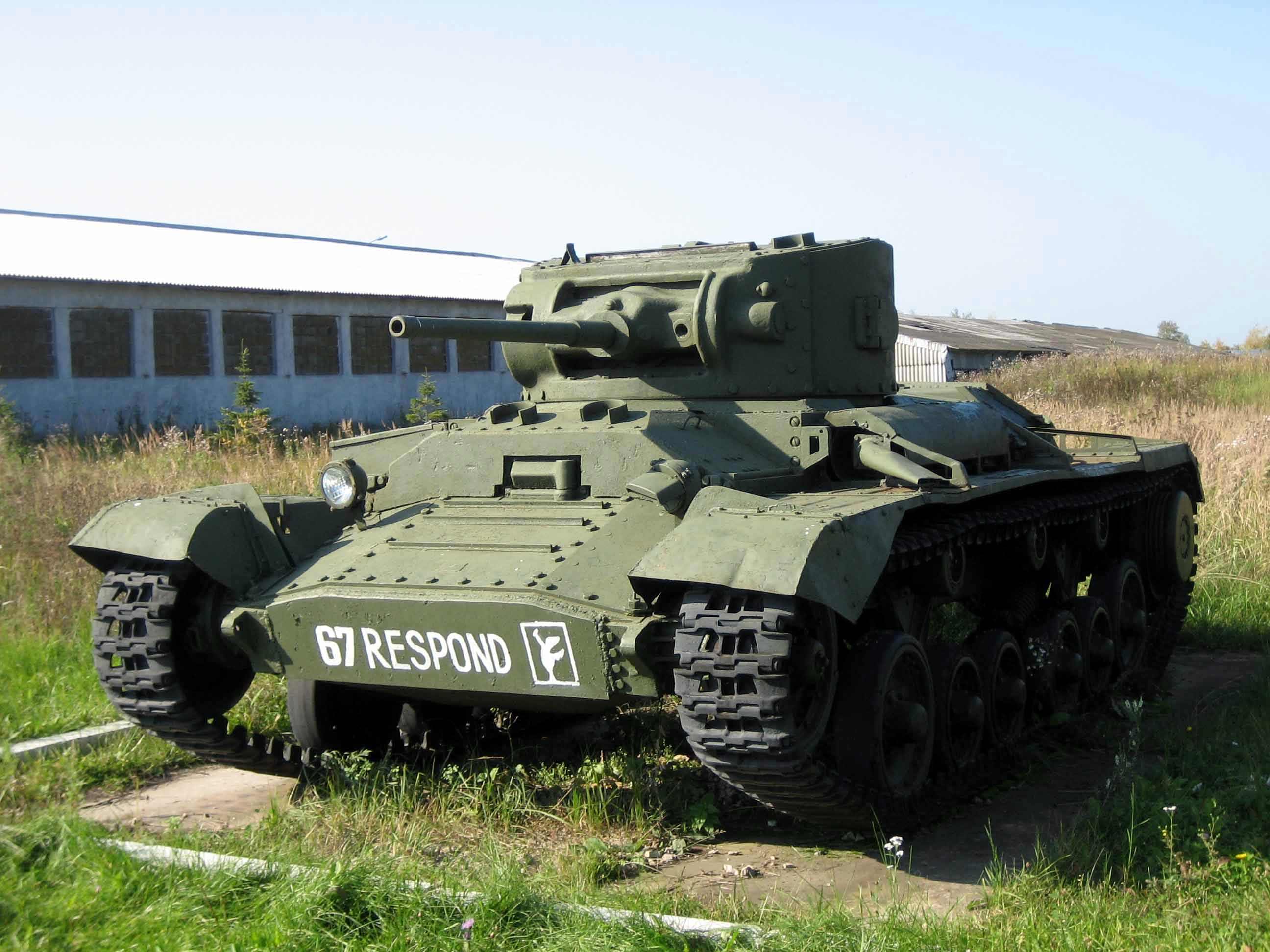
Танк Валентайн
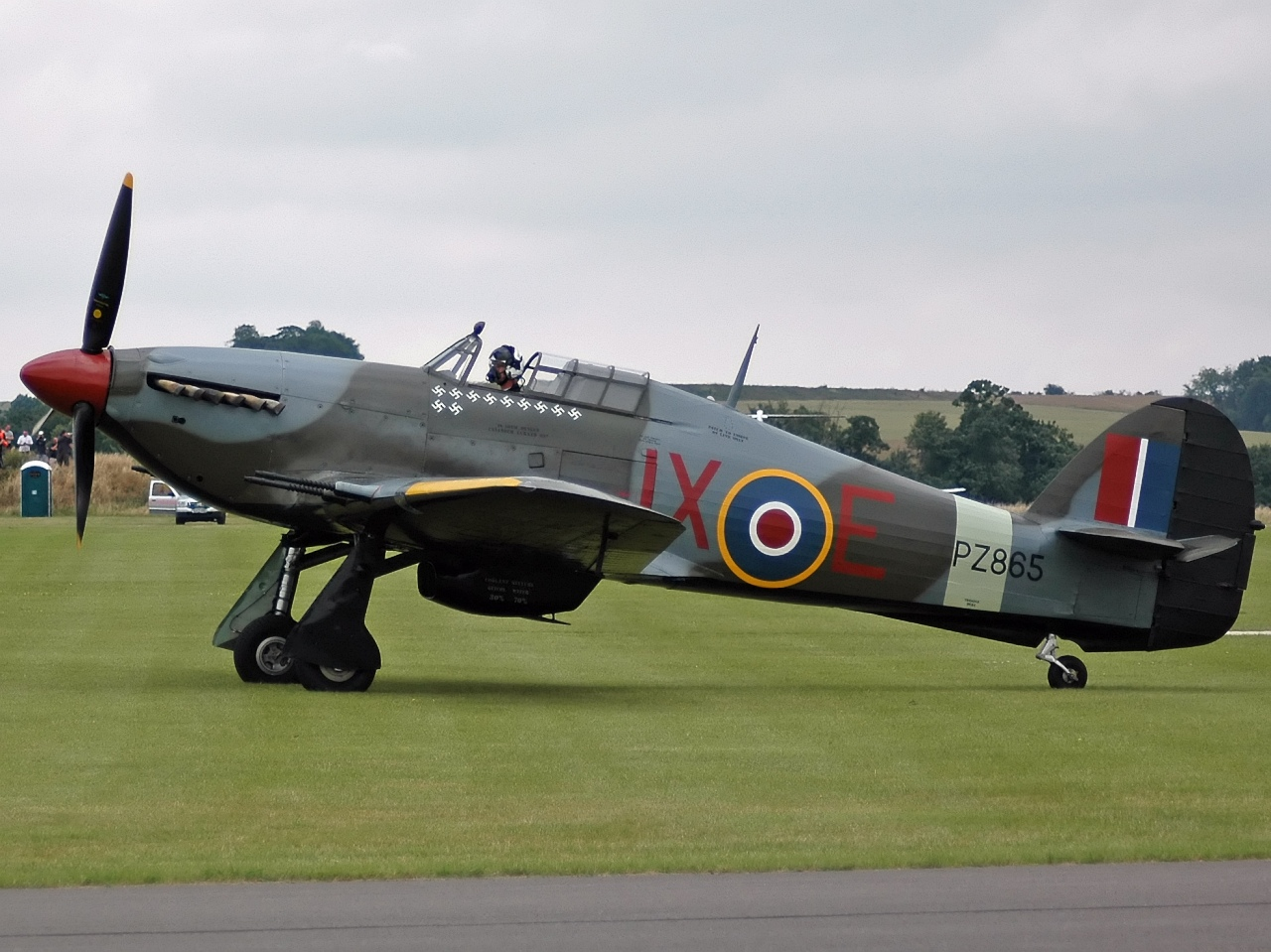
Истребитель Hawker Hurricane
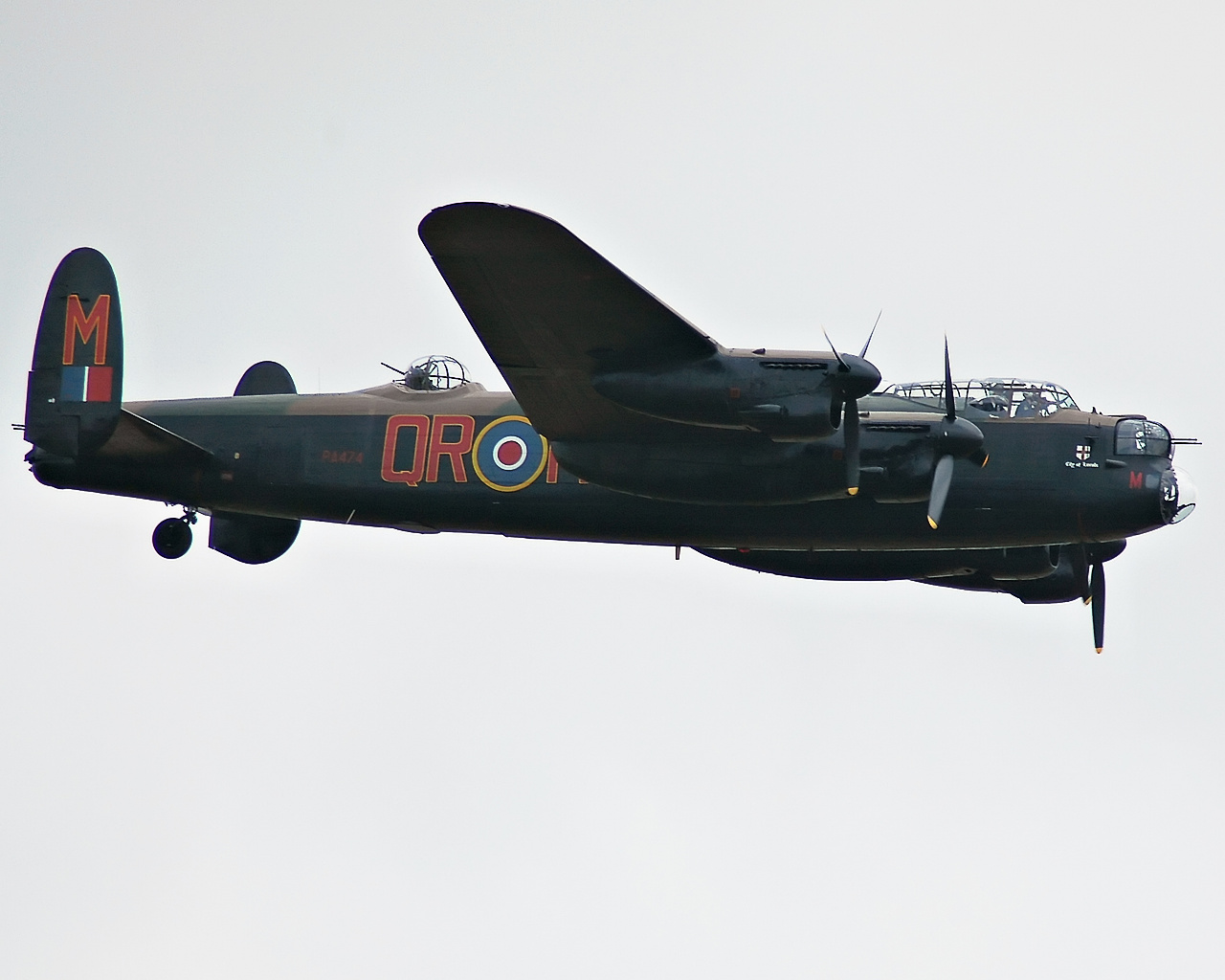
Бомбардировщик Avro Lancaster
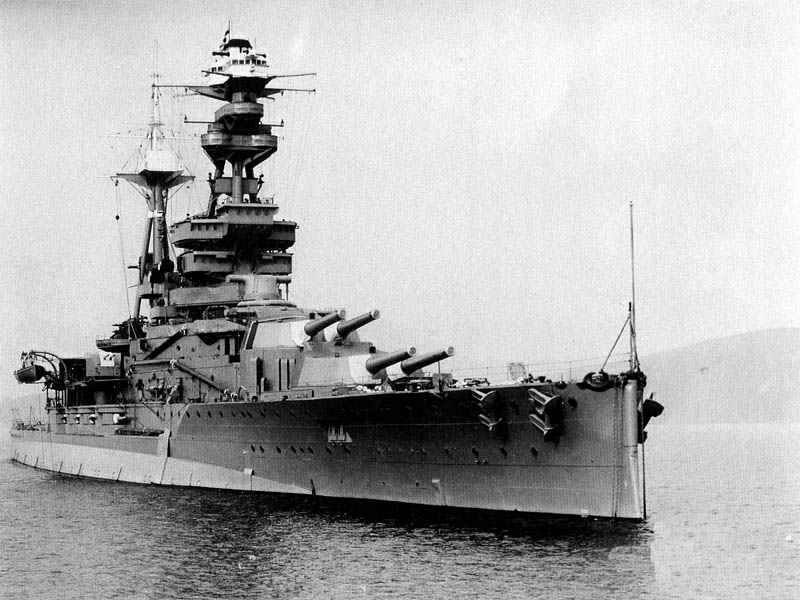
Линкор Ройял Оук

### США

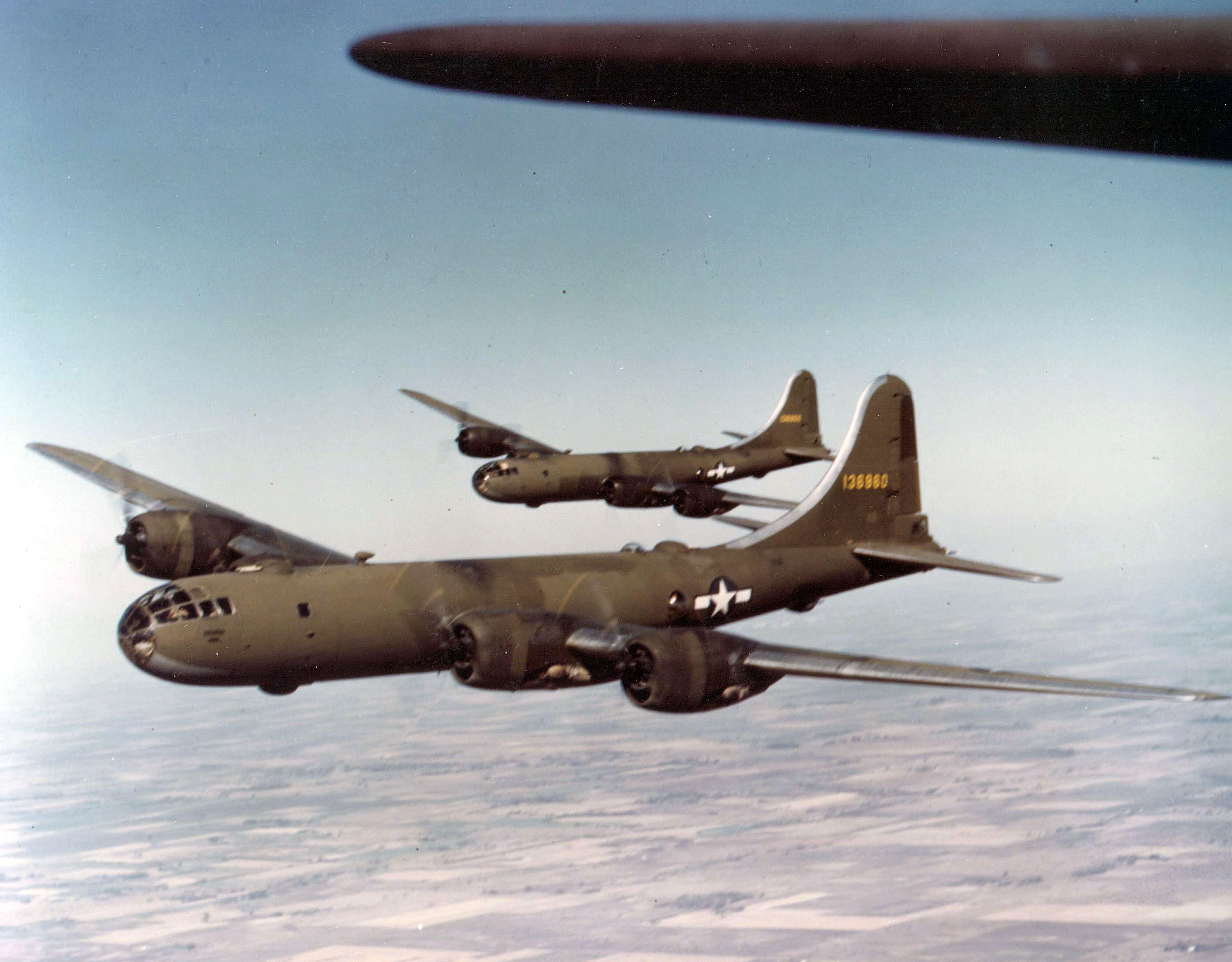
B-29 Superfortresses

В США основное внимание уделялось развитию авиации и флота. ВВС США к концу войны стали крупнейшими в мире. В начальный период войны в истребительной авиации преобладали Curtiss P-40, которые затем постепенно заменялись на P-51 Mustang, P-47 Thunderbolt и P-38 Lightning. В качестве стратегических бомбардировщиков использовались B-17 Flying Fortress и B-24 Liberator, а для стратегических бомбардировок Японии был разработан B-29 Superfortress.
Бронетанковой технике в США уделялось значительно меньше внимания. Перед войной на вооружении американской армии находились в основном лёгкие танки M2. В начальный период войны они были заменены лёгкими танками M3 «Стюарт» и спешно разработанными средними M3 «Ли». Но основную часть американской бронетехники составляли M4 «Шерман».
САУ в американской армии подразделялись на противотанковые, истребители танков и самоходные гаубицы. К первым относились M3 и T48, ко вторым — M10, M18 и M36. Самоходные гаубицы были представлены такими машинами, как T19, T30, M7 Прист, M8, M12, M37 и M40.
В американской артиллерии использовались противотанковые, пехотные и зенитные орудия. Противотанковые были представлены 37-мм пушкой M3, английской QF 6 pounder и 76-мм пушкой M5. В качестве пехотных использовались 75-мм гаубицы M116, 105-мм гаубицы M101 и 155-мм гаубицы M114. В зенитной артиллерии чаще всего применялись 37-мм пушки M1, шведские Bofors, выпускаемые по лицензии, а также 90-мм пушки M2.
Основным стрелковым оружием пехотных соединений США была самозарядная винтовка M1 Garand. Кроме того, ограниченно использовались Johnson M1941, Springfield M1903 и винтовки Энфилд М1917. Для вооружения офицеров и экипажей бронетанковой техники использовались пистолеты-пулемёты Томпсона, M2 Hyde, М3, Рейзинг M50 и UD M42. Основными пулемётами были Браунинг M1917 и Браунинг M1919. Кроме того, использовались Браунинг M1918, Джонсон M1941, Браунинг M2 и Льюис. Солдаты «второй линии» применяли карабин М1, а в качестве личного оружия использовались пистолеты M1911, Colt Pocket Hammerless и High Standard HDM, револьверы М1917, Smith & Wesson, Colt New Service и Colt Official Police.
Из инженерной техники в США использовались БРЭМ M-31 на базе танка M3 «Ли» и M-32 на базе M4 «Шерман». Применялись также ремонтно-эвакуационная машины  Biederman Wrecker С-2, Diamond T-969, Corbitt 54SD-6, Federal-606, Mack LM-SW, Herrington TL31-6 и Ward LaFrance M-1. На базе шасси танка Sherman М4 производились бульдозеры M-4 Dozer и «Катерпиллер» D8. Использовался и мостоукладчик Sherman Twaby ARK также на базе танка Sherman.
В составе американского ВМФ, который также являлся одним из крупнейших в мире, находились авианосцы, линкоры, крейсера, эсминцы, подводные лодки и другие суда. На 7 декабря 1941 года в состав Тихоокеанского флота ВМС США входили: 8 линкоров («Невада», «Оклахома», «Пенсильвания», «Аризона», «Теннесси», «Калифорния», «Мэриленд» и «Вест Вирджиния»), авианосцы «Саратога», «Энтерпрайз» и «Лексингтон», а также большое количество крейсеров, эсминцев и подводных лодок. В состав Атлантического флота входили 4 авианосца («Рейнджер», «Йорктаун», «Хорнет» и «Уосп»), 8 линкоров («Арканзас», «Техас», «Нью-Мексико», «Норт Кэролайн», «Вашингтон», «Нью-Йорк», «Миссисипи» и «Айдахо») и также крейсера, эсминцы и подводные лодки.
Во время войны вступили в строй линкоры типа «Айова» («Айова», «Нью-Джерси», «Миссури» и «Висконсин»), а также линкоры типа «Южная Дакота» («Южная Дакота», «Индиана», «Массачусетс» и «Алабама»). Кроме того, было построено большое количество авианосцев. К ударным относились авианосцы типа «Эссекс», к лёгким — авианосцы типа «Индепенденс» и к эскортным авианосцы типа «Лонг Айленд», типа «Эвенджер», типа «Боуг», типа «Сэнгамон», типа «Касабланка», а также типа «Комменсмент Бей».
В состав палубной авиации США входили истребители Grumman F4F Wildcat, F6F Hellcat и F4U Corsair. Кроме того, использовались пикирующие бомбардировщики Douglas SBD Dauntless и SB2C Helldiver, а также торпедоносцы TBD Devastator и Grumman TBF Avenger.

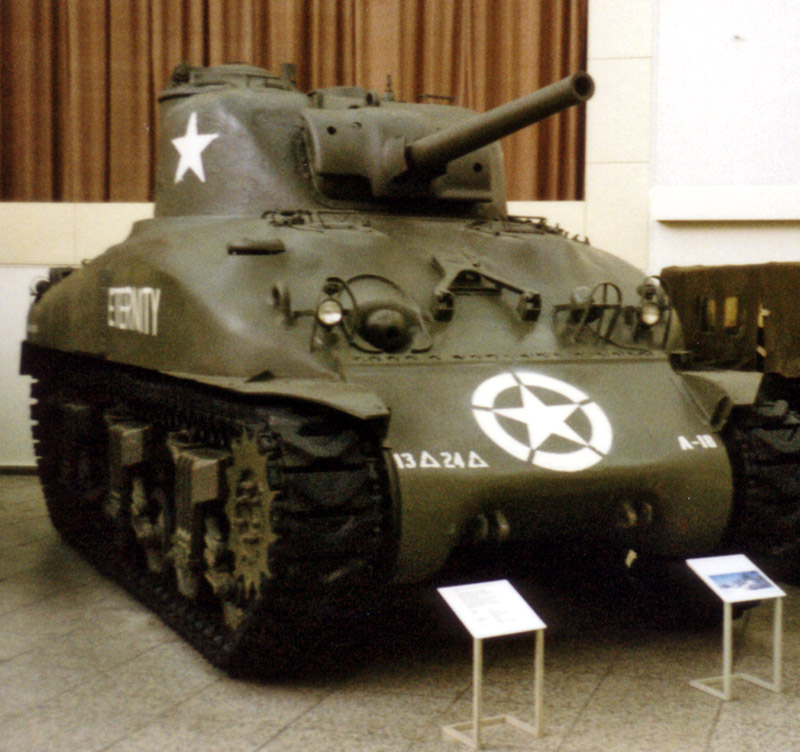
Танк Шерман
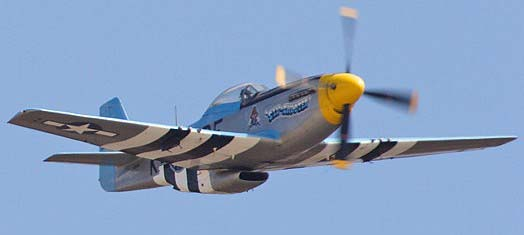
Истребитель North American P-51 Mustang
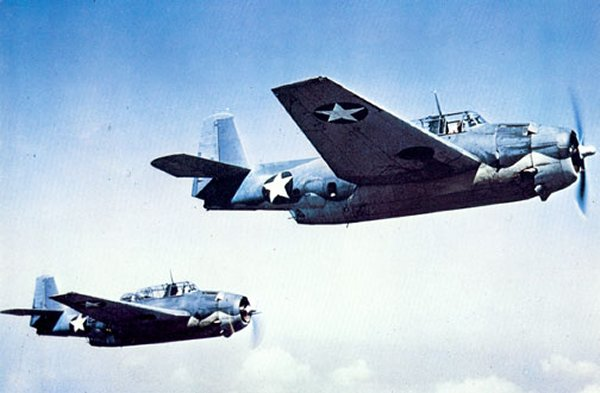
Торпедоносец Grumman TBF Avenger
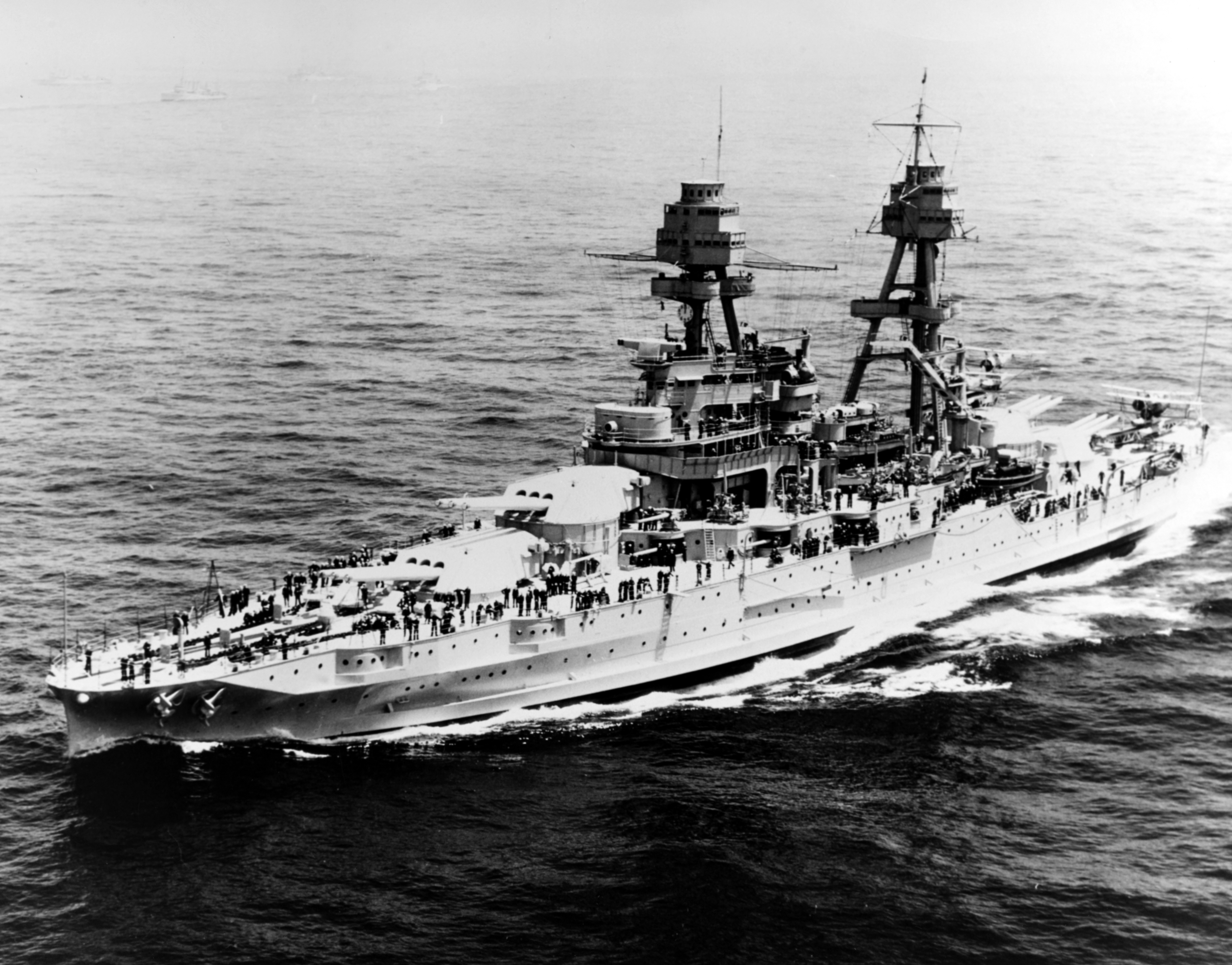
Линкор «Пенсильвания»

### Франция

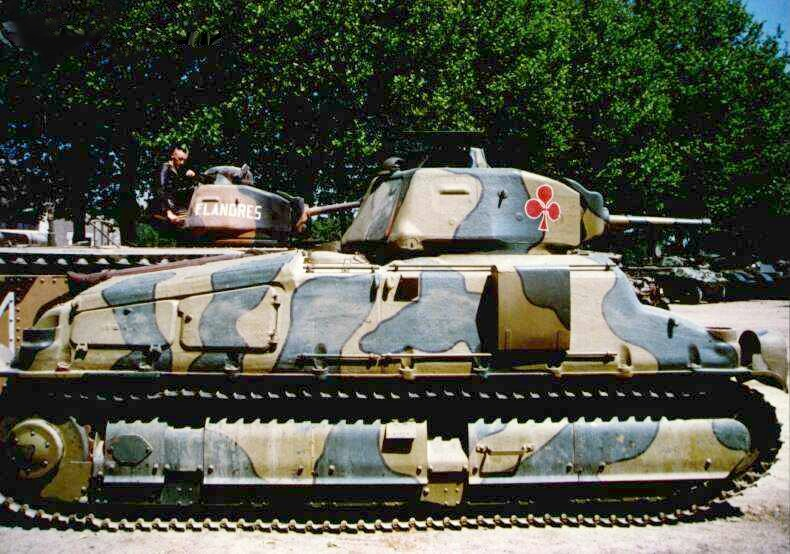
Somua S 35

Несмотря на угрозу со стороны Германии, военная техника Франции к началу войны состояла из образцов, разработанных в основном в 30-е годы. Во французской армии танки делились на пехотные и кавалерийские. Одним из наиболее современных кавалерийских танков был Somua S35. Кроме него к кавалерийским относились также AMC 35. Из пехотных танков наиболее распространёнными были лёгкие танки R 35 и H35. В качестве пехотных использовались и лёгкие танки FCM 36, а также средние Char D1, Char D2 и Char B1. Разведывательные танки были представлены такими моделями как AMR 33 и AMR 35.
В истребительной авиации наиболее распространёнными истребителями были Morane-Saulnier MS.406 и Dewoitine D.520. Кроме того использовались Bloch MB.150, Caudron C.714, Dewoitine D.500 и Potez 630. В качестве лёгких бомбардировщиков французы применяли Bloch MB.170, Breguet Br.691, Loire-Nieuport LN.401 и Potez 633. Средние бомбардировщики были представлены такими моделями как Amiot 143, Amiot 351, Bloch MB.131, Bloch MB.200, Bloch MB.210 и Liore et Olivier LeO 451, а тяжёлые — Bloch MB.162 и Farman F.220. В качестве штурмовиков (самолётов поля боя по французской классификации) чаще всего использовались Potez 63.11, Breguet Br.19, Breguet Br.270, Mureaux 113, Potez 25 и Potez 39.
Французская артиллерия использовала 25-мм противотанковые пушки Гочкиса, 47-мм противотанковые пушки образца 1937 года, 105-мм пушки-гаубицы образца 1935 года, 75-мм полевые пушки образца 1897 года и 75-мм зенитные пушки Шнайдера образца 1940 года.
В качестве стрелкового оружия использовались винтовки Лебеля и MAS-36, карабины Бертье, пулемёты Chauchat Model 1915, MAC M1924/29, Hotchkiss Mle 1922 и Hotchkiss Mle 1914 а также пистолеты MAB модель D, Modèle 1935 pistol и Star Model 14.
В ВМФ Франции существовали линкоры типа «Курбэ» («Курбэ» и «Пари»), а также типа «Бретань» («Бретань», «Прованс» и «Лоррэн»). Кроме того, перед войной поступили на вооружение линкоры типа «Дюнкерк» («Дюнкерк» и «Страсбург»). Из авианосцев был только «Беарн», перестроенный из линкора. После разгрома Франции флот сумел эвакуироваться в Африку, но дальнейшая судьба его была печальна. В 1942 году многие из этих кораблей были затоплены своими экипажами в Тулоне.

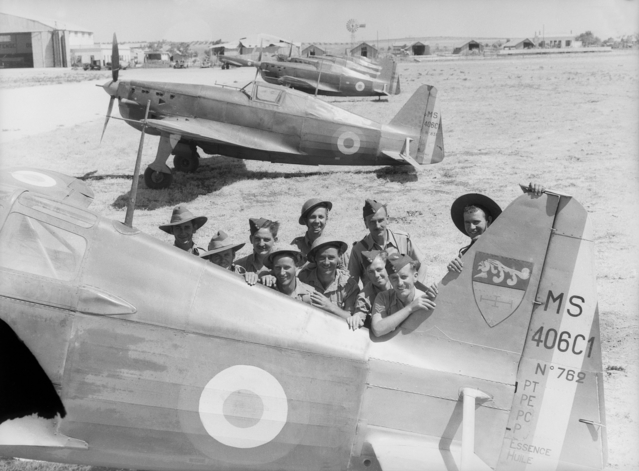
Истребитель Morane-Saulnier MS.406
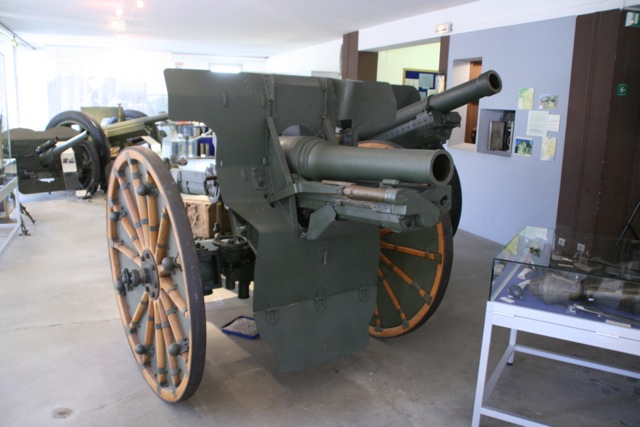
105-мм пушка-гаубица образца 1935 года
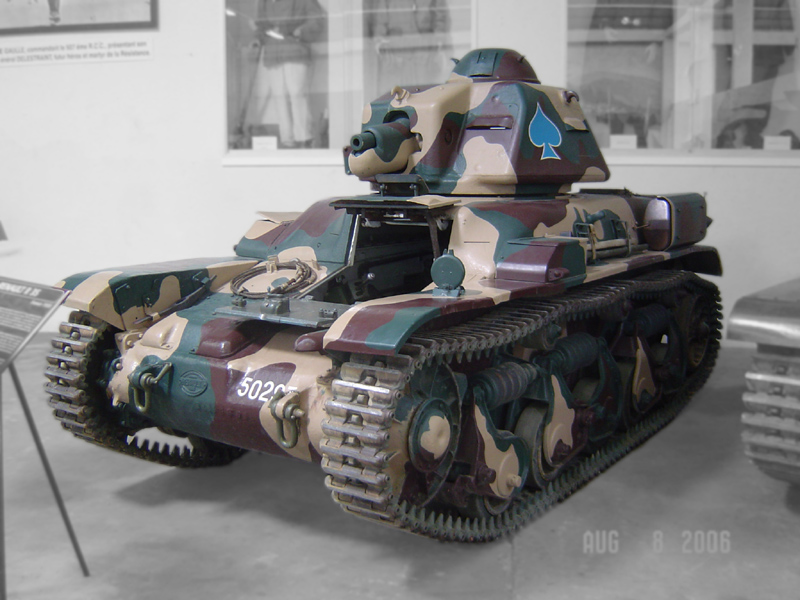
Лёгкий танк Renault R35
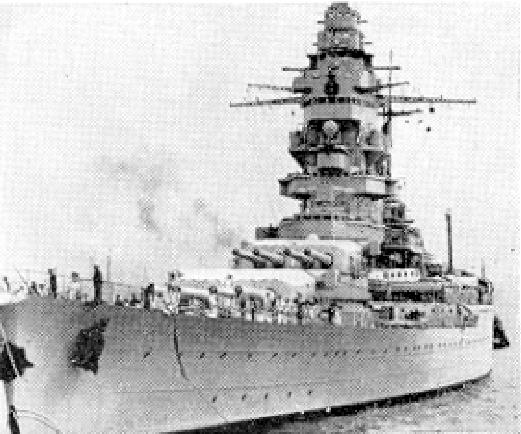
Линкор «Дюнкерк»

### Другие страны

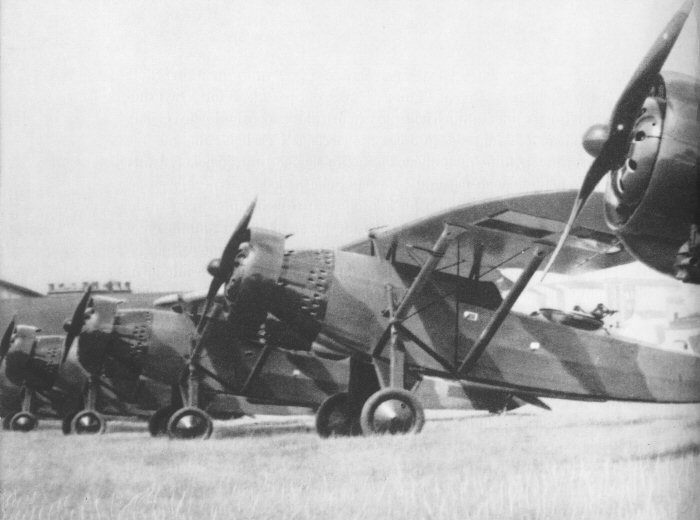
Lublin R.XIII

Бронетанковая техника Польши состояла из танкеток TKS и лёгких танков 7TP. В авиации использовались самолёты-разведчики Lublin R.XIII, истребители PZL P.11, а также бомбардировщики PZL.23 Karaś и PZL.37 Łoś.
 Основу ВВС Голландии составляли истребители Fokker D.XXI, способные на равных бороться только с бомбардировщиками противника. Из бронетехники были только бронеавтомобили DAF M39. Но и этой техники было очень мало и как-то повлиять на исход боевых действий она не смогла.
 В Бельгии в 1935 году были разработаны танки Т13 и Т15, кроме того, использовались также французские танки AMC 35. В истребительной авиации применялись английские истребители Fairey Fox, Fairey Firefly II, Gloster Gladiator и Hawker Hurricane, а также итальянские Fiat CR.42. В бомбардировочной авиации использовались Fairey Battle.
 В составе норвежской армии было всего несколько лёгких танков Landsverk L-120 шведского производства и один танк собственной разработки. Из авиации было несколько истребителей-бипланов Gloster Gladiator английской постройки и самолёты-разведчики Fokker C.V. Серьёзного ущерба наступающим немецким войскам оказать они не смогли.
 В ВВС Дании имелись английские истребители-бипланы Gloster Gauntlet и голландские Fokker D.XXI, а также Fairey P.4/34. Все они были уничтожены на аэродромах или достались противнику.
 В греческой армии танков практически не было за исключением нескольких устаревших Рено FT-17. Авиация включала такие самолёты как PZL P.24, Bloch MB.151, Potez 633 B2 Grec, Fairey Battle и Bristol Blenheim. Флагманом греческого флота был броненосный крейсер «Георгиос Авероф», который смог уйти в Александрию.
 Югославия имела в составе своей армии французские танки Рено FT-17 и R 35, а также чехословацкие танкетки Т32. ВВС Югославии имели на вооружении истребители Икарус ИК-2 и Рогожарский ИК-3 собственного производства. Кроме того, на вооружении имелись немецкие истребители Messerschmitt Bf 109, французские Dewoitine D.27, а также английские Hawker Fury и Hawker Hurricane. Бомбардировочная авиация имела в своём составе Breguet Bre XIX, Dornier Do 17 и Bristol Blenheim.
 Австралийские войска в Северной Африке использовали стандартную британскую технику. В то же время на тихоокеанском театре военных действий ограниченно применялась и техника собственного производства, такая как танки Сентинел, пушки QF 25 pounder Short Mark I, а также пистолеты-пулемёты Оуэна и Austen, хотя основная часть оружия была американского производства.
 Китайские войска использовали бронетехнику различных типов. Среди них были французские танки Renault NC-31, английские Vickers Mk E, советские Т-26, а также трофейные японские Чи-Ха и полученные по ленд-лизу американские «Стюарты». Кроме того, по ленд-лизу планировалась поставка также Marmon-Herrington CTLS. В авиации использовалась сначала советская, а затем американская техника. Из советских истребителей применялись И-15, И-153 и И-16, а из бомбардировщиков СБ и ДБ-3. Американцы поставляли по ленд-лизу в Китай истребители Curtiss P-36 Hawk, Curtiss P-40, Republic P-43 Lancer, а также Vultee P-66 Vanguard. Бомбардировщики были представлены такими самолётами как Lockheed A-29 Hudson, Consolidated B-24 Liberator и North American B-25 Mitchell.

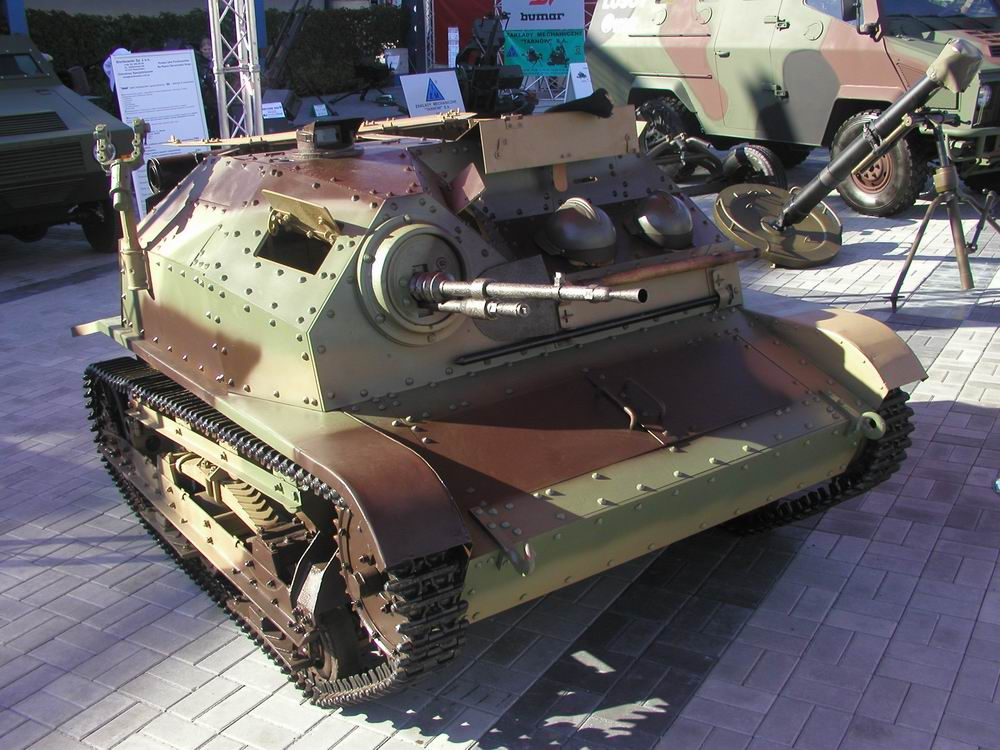
Польская танкетка TKS
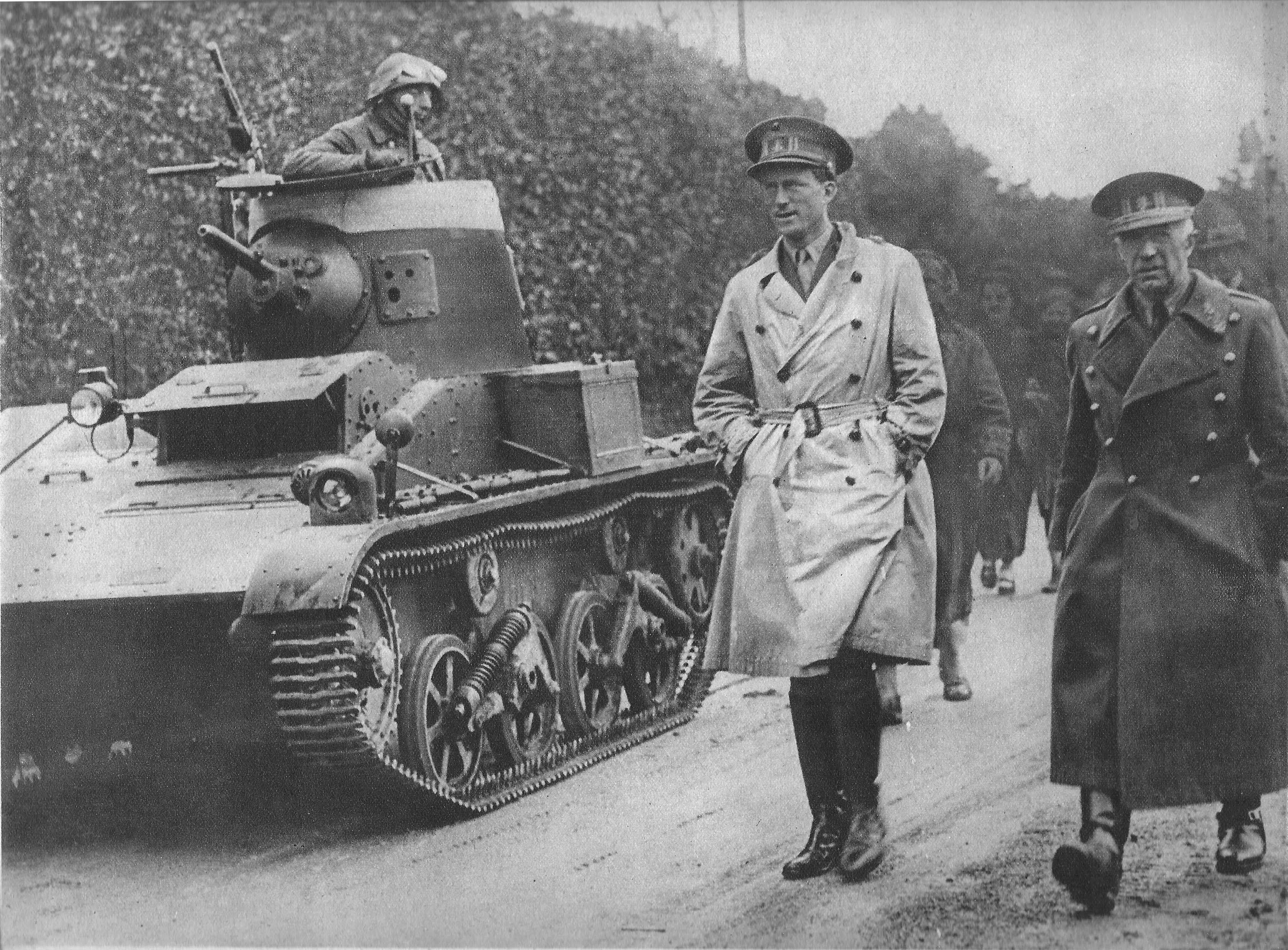
Бельгийский танк Т-15
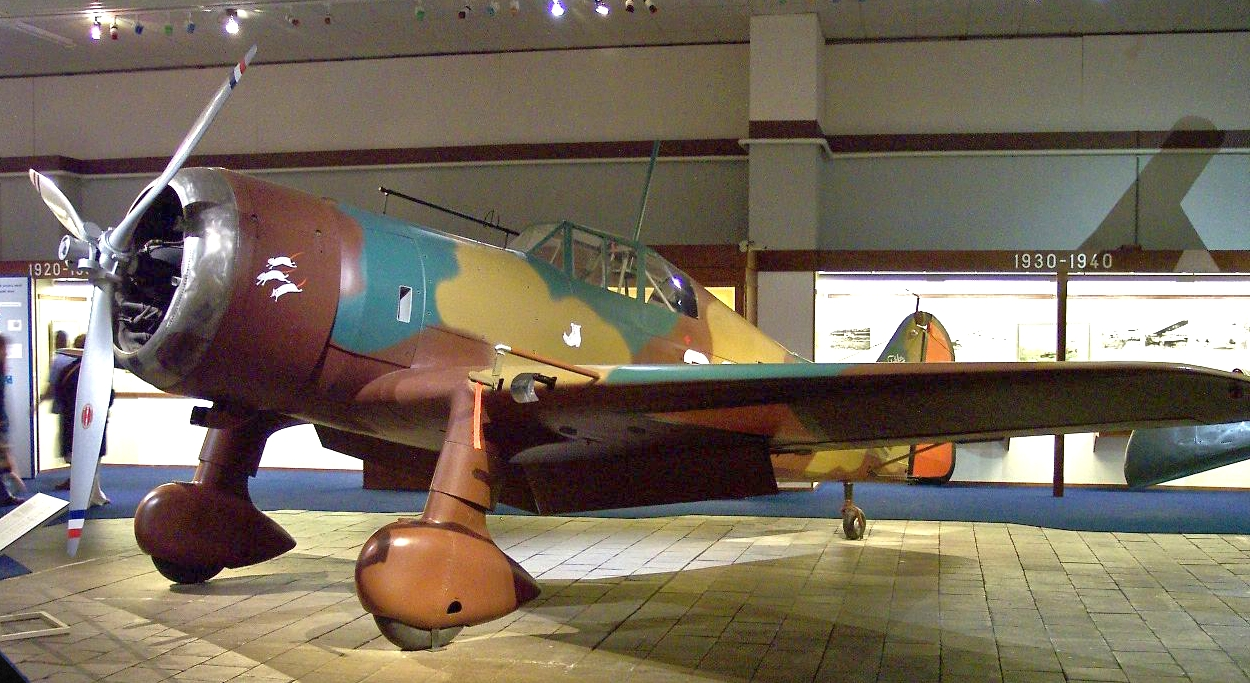
Голландский истребитель Fokker D.XXI

## Военная техника Германии и её союзников

### Германия

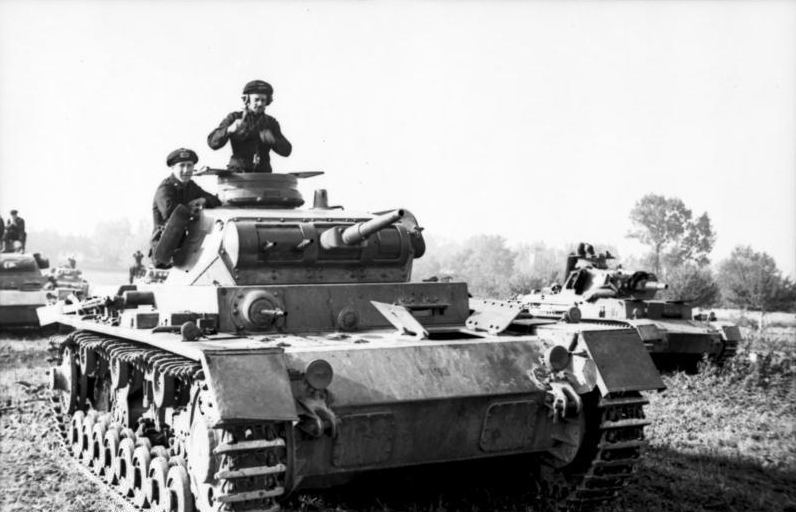
Средний танк PzKpfw III Ausf. B

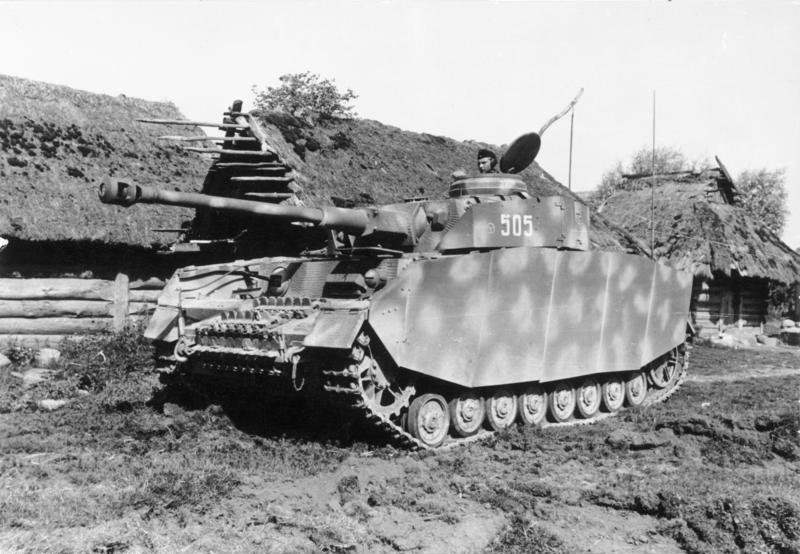
Средний танк Pz.Kpfw. IV Ausf. H с бортовыми экранами и циммеритовым покрытием. Восточный фронт, СССР, июль 1944

Бронетанковой технике в немецкой армии отводилась значительная роль. В ходе Второй мировой войны германская танкостроительная школа сделала ставку на высокую технологичность, увеличение бронирования и мощность орудий, улучшение приборов наблюдения (включая инфракрасные приборы ночного видения). Лучшими немецкими танками считаются, ставшие почти легендарными даже в среде их противников, знаменитые танки «Тигр» и «Пантера».
До конца 1942 года танковые части Вермахта имели на вооружении лёгкие танки PzKpfw I и PzKpfw II, трофейные чехословацкие Pz.Kpfw. 35(t) и Pz.Kpfw.38(t), а также средние танки PzKpfw III и PzKpfw IV. Танки PzKpfw III ранних моделей вооружались 37-мм орудием, а после 1941 года 50-мм длинноствольным орудием KwK 39. Танки PzKpfw IV Ausf. C, Ausf. D, Ausf. E и Ausf. F1 были вооружены 75-мм короткоствольной пушкой, их дальнейшим развитием стали модификации PzKpfw IV Ausf. F2, Ausf. G, Ausf. H, Ausf. J, вооружённые длинноствольным 75-мм орудием. Средний танк PzKpfw IV (во всех его модификациях) стал самым массовым немецким танком Второй мировой войны.
Тяжёлые танки «Тигр» и «Пантера» стали производиться с 1942 года, массово появившись на фронтах в 1943 году. Pz.VIB «Тигр II», известный также как «Королевский Тигр», явился дальнейшим развитием проекта танка Pz.VI «Тигр» и должен был стать его заменой, начал применяться в конце ВМВ, вступив в строй в 1944 году..
Самоходно-артиллерийские орудия в Германии подразделялись на штурмовые орудия, истребители танков и самоходные гаубицы. К первым относились StuG III, StuH 42, StuG IV и Sturmpanzer IV, ко вторым Jagdpanzer IV, Jagdpanzer 38, Ягдпантера и «Фердинанд», к третьим Wespe, Grille и Hummel.

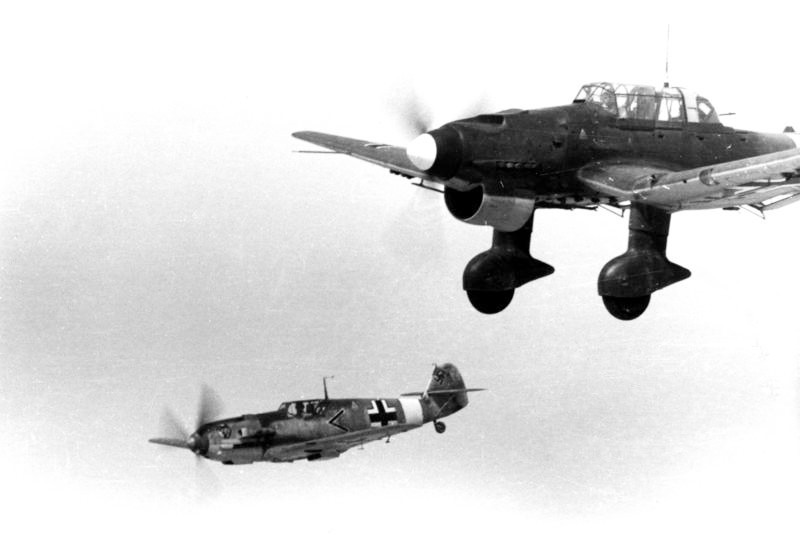
Самолёты Bf-109 и Ju 87

В истребительной авиации Люфтваффе наиболее распространённой машиной был Messerschmitt Bf.109. Вторым по популярности являлся истребитель Focke-Wulf Fw 190. В начальный период войны ограниченно использовались Arado Ar 68 и Heinkel He 51, а в качестве ночного истребителя применялись Heinkel He 219. В конце войны были разработаны и приняли участие в боевых действиях: реактивные истребители Messerschmitt Me.262, Мессершмитт Me.163, Хейнкель He-162, и турбореактивный разведчик-бомбардировщик Арадо Ar 234.
Из бомбардировщиков в начальный период войны чаще других использовался Junkers Ju 87, который несмотря на довольно посредственные характеристики, оказался достаточно эффективным самолётом. Кроме него применялись также Junkers Ju 88, Heinkel He 111, Heinkel He 177, Dornier Do 17 и Dornier Do 217.
В немецкой армии артиллерийские орудия подразделялись на противотанковые, пехотные, средние и тяжёлые, а также на зенитные. К противотанковым относились 3,7 cm PaK 35/36, 5 cm PaK 38 и 7,5 cm PaК 40, к пехотным 7,5 cm leIG 18 и 15 cm sIG 33. Средние и тяжёлые артиллерийские орудия были представлены 10,5 cm leFH 18, 15 cm sFH 13 и 15 cm sFH 18. В зенитной артиллерии использовались 3,7 cm FlaK 18, 3,7 cm FlaK 43, а также 8,8 cm FlaK 18/36/37 и 10,5 cm FlaK 38/39.
Наиболее распространённой винтовкой немецкой армии была переделанная под карабин — Mauser 98k, а в качестве основного пистолета-пулемёта использовался MP 38/40. Основным единым пулемётом в начале войны был MG-34, который впоследствии стал заменяться на MG-42, также ограниченно использовался и считался на то время устаревшим, станковый пулемёт MG 08. Из пистолетов в основном использовались Parabellum и Walther P38. Из ручных гранат массово применялись Stielhandgranate и Eihandgranate, а из гранатомётов в ходу были дульный гранатомёт Schiessbecher и появившиеся в середине войны ручные противотанковые гранатомёты Панцершрек, Фаустпатрон и Панцерфауст. Ближе к концу войны германская армия получила новое оружие под промежуточный патрон — штурмовую винтовку (автомат) StG 44. Специально для парашютистов воздушно-десантных подразделений была разработана автоматическая винтовка FG 42.
Военно-морской флот Германии (Кригсмарине) количественно был меньше, чем у её противников. В его состав входили 4 линкора: «Бисмарк», «Тирпиц», «Шарнхорст», «Гнейзенау», 2 броненосца: «Шлезиен» и «Шлезвиг-Гольштейн», а также 6 тяжёлых крейсеров: 3 типа «Дойчланд» (называемых иногда «карманными линкорами») и 3 типа «Адмирал Хиппер». Но основную часть немецкого флота составляли подводные лодки, которых было введено в строй более 1000 шт.

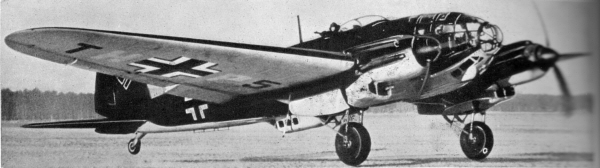
Бомбардировщик Heinkel He 111
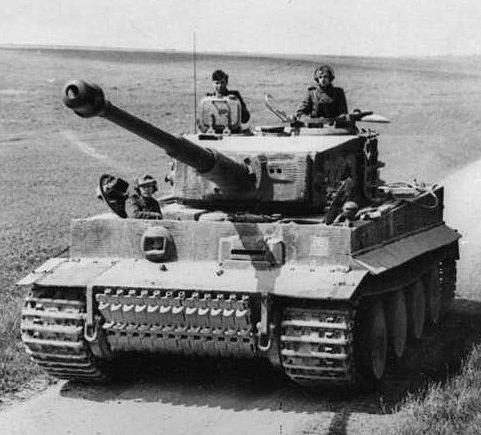
Тяжёлый танк «Тигр»
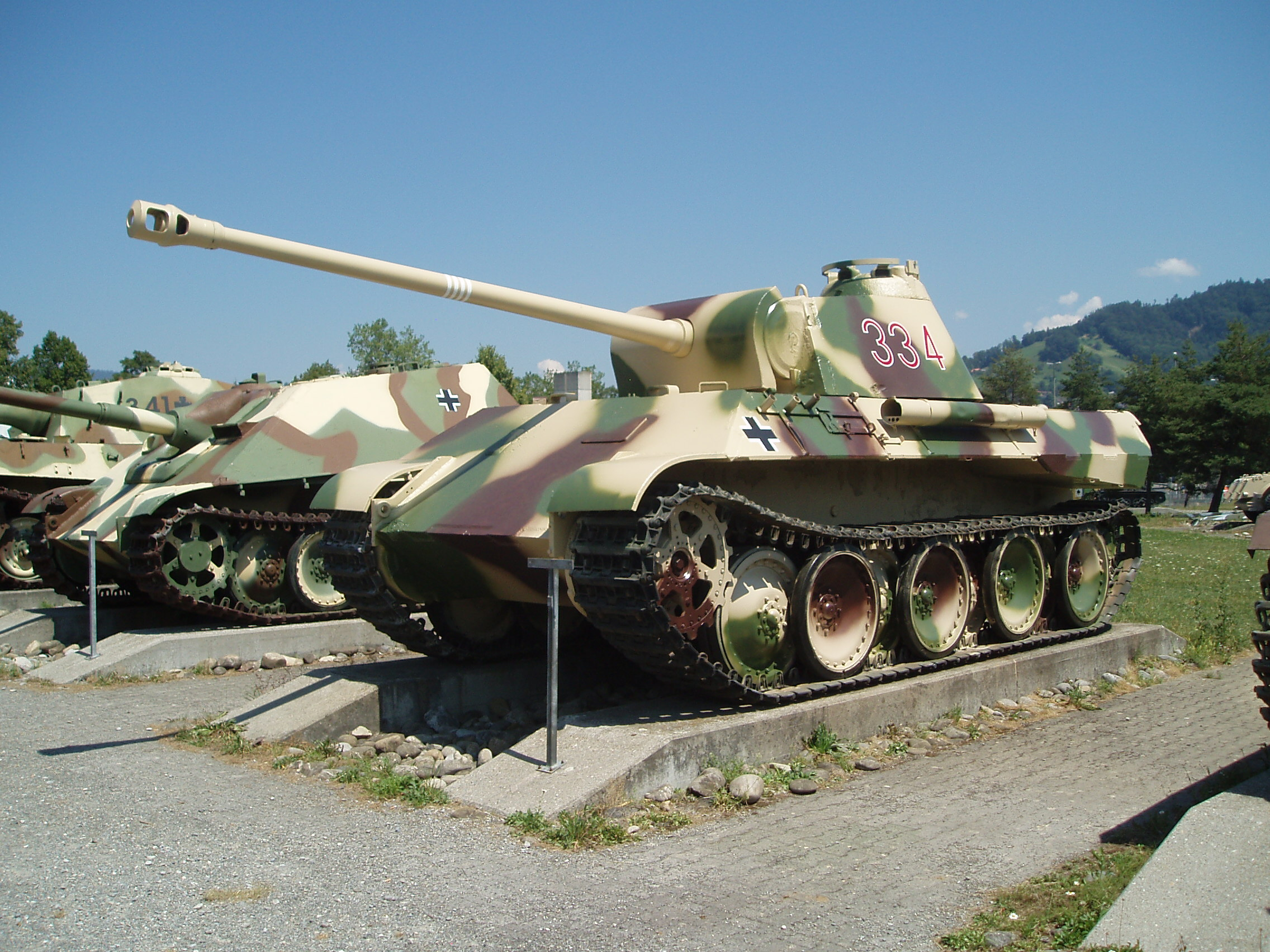
Танк «Пантера»
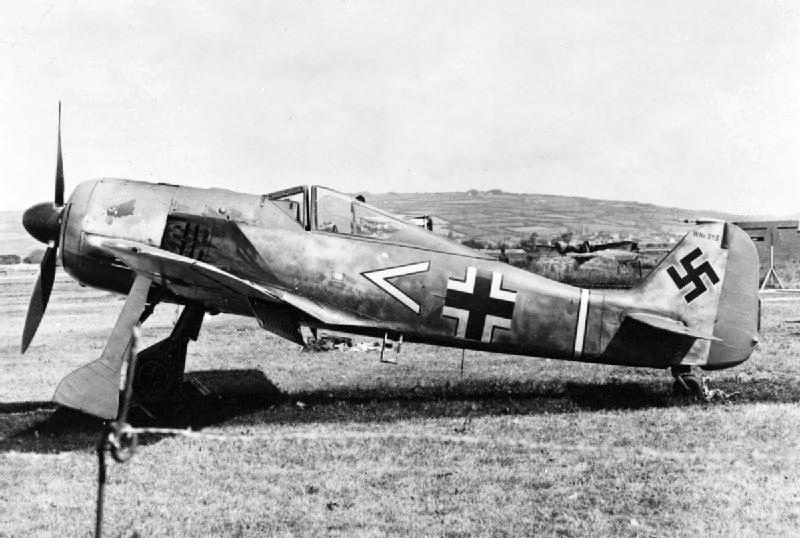
Истребитель Focke-Wulf Fw 190A
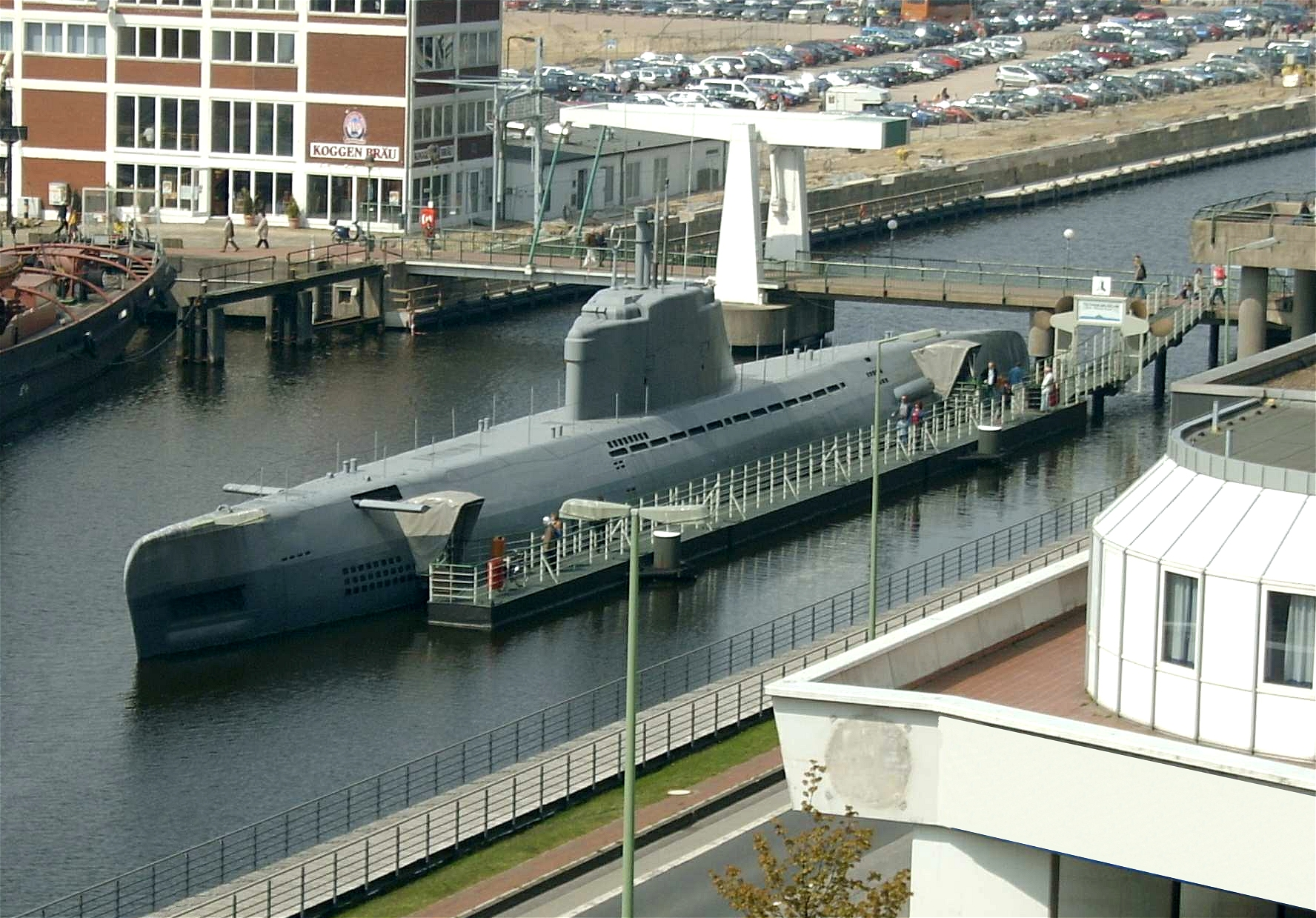
Подводная лодка U-2540

### Италия

Macchi C.200 Saetta

Бронетехника Италии во время Второй мировой войны по своим характеристикам отставала от боевой техники Германии и стран антигитлеровской коалиции. Она была представлена в основном танкетками CV-33 и CV3/35, лёгкими танками Фиат 3000 и L6/40, а также средними M11/39, M13/40, M14/41 и M15/42.
В качестве штурмовых САУ использовались Semovente da 75/18, Semovente da 75/34, Semovente da 75/46 и Semovente da 105/25, а в качестве противотанковых — Semovente da 47/32 и Semovente da 90/53.
Авиация в Regia Aeronautica также была слабее, чем у противников. В качестве истребителей в начальный период войны применяли бипланы Fiat CR.32 и Fiat CR.42 Falco, которые затем были заменены на Macchi C.200 Saetta и Macchi C.202 Folgore. В качестве бомбардировщиков применялись такие самолёты, как SM.79 Sparviero, SM.81 Pipistrello, Fiat BR.20 Cicogna и CANT Z.1007 Alcione.
В итальянской артиллерии использовались пушки сannone da 75/27 modello 11 и cannone da 75/32 modello 37, горные гаубицы Obice da 75/18 и obice da 149/19 modello 37. В качестве зенитных использовались 20-мм зенитные пушки 20/60 Breda mod.35, cannone-mitragliera da 20/77 и cannone da 75/46 C.A. modello 34, а в качестве противотанковых — 47-мм Cannone da 47/32.
Стрелковое оружие было представлено винтовками и карабинами Carcano, а также пистолетами-пулемётами Beretta MAB 38, Beretta M1918, OVP, FNAB-43 и TZ-45. Кроме того, использовались пулемёты FIAT-Revelli M1914, FIAT-Revelli M1935, M1926, Breda 30 и Breda M37, а также пистолеты Beretta M1934, Beretta M1923, Beretta M1935, Roth-Steyr M1907, Steyr M1912, Глизенти модель 1910 и револьвер Бодео 1889.
Военно-морской флот Италии включал линкоры «Андреа Дориа», «Джулио Чезаре», «Литторио» и «Витторио Венето», а также большое количество крейсеров, эсминцев и подводных лодок. Но из-за недостатка топлива в боевых действиях эти корабли принимали участие довольно редко.

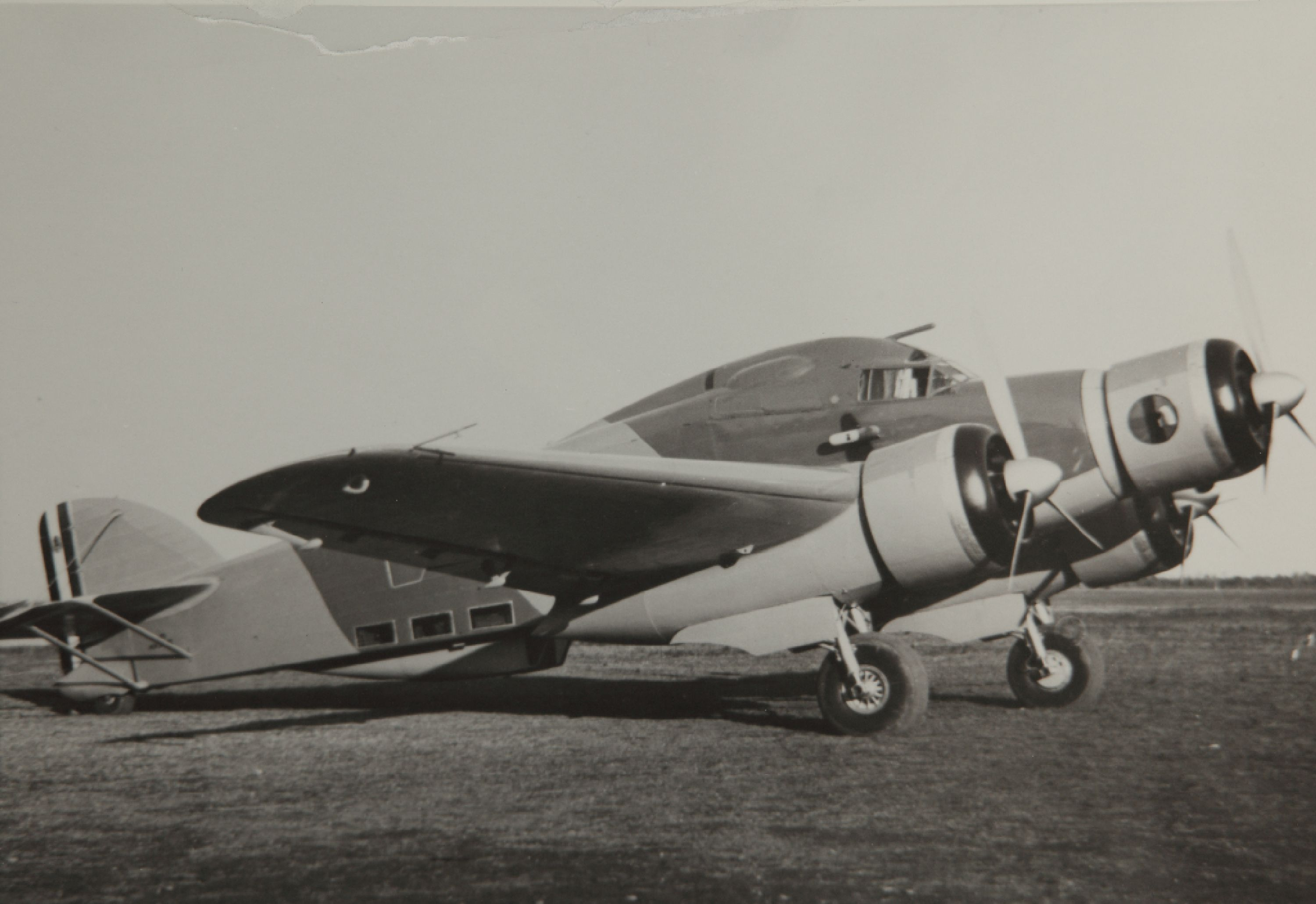
Бомбардировщик Savoia-Marchetti SM.79
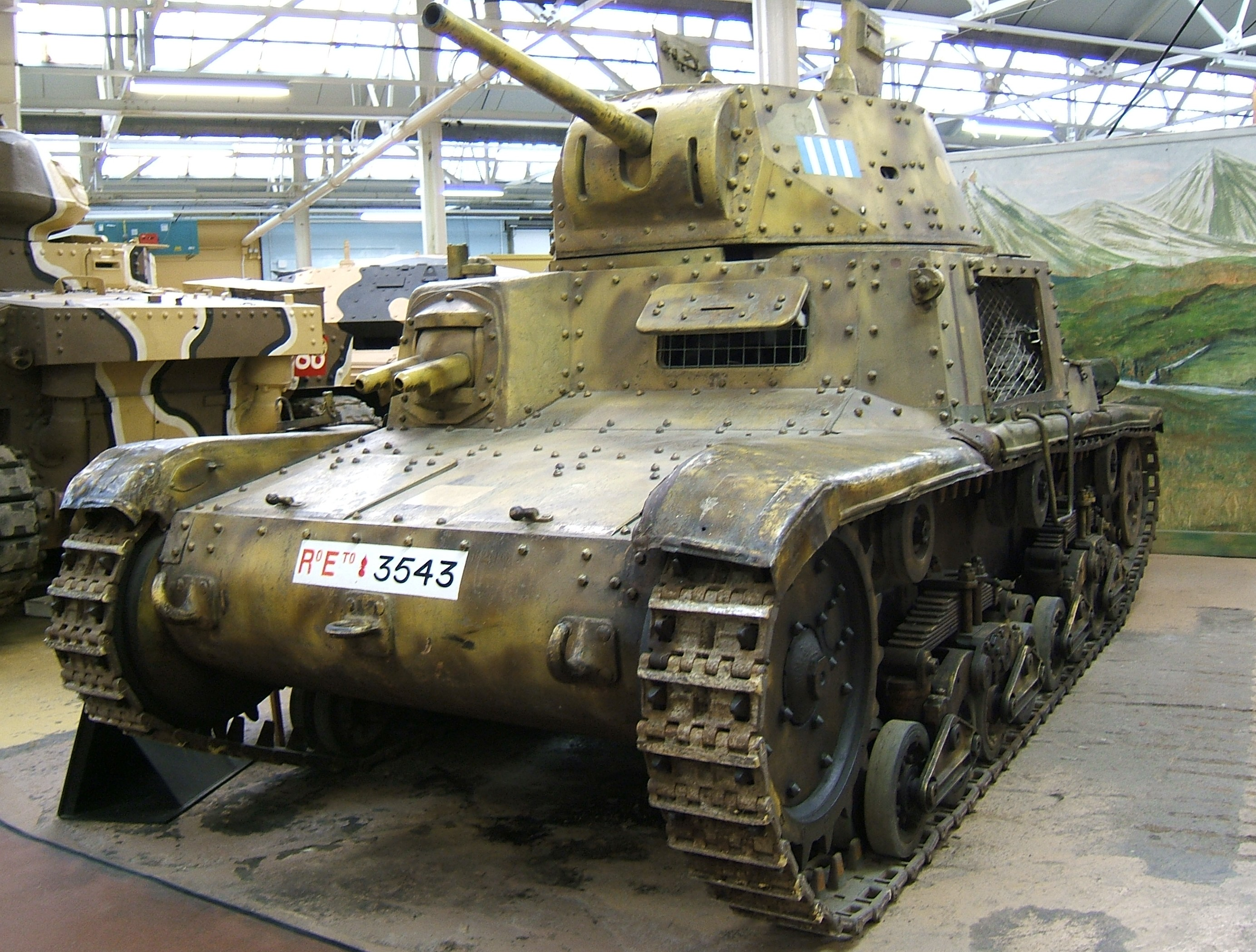
Танк M13/40
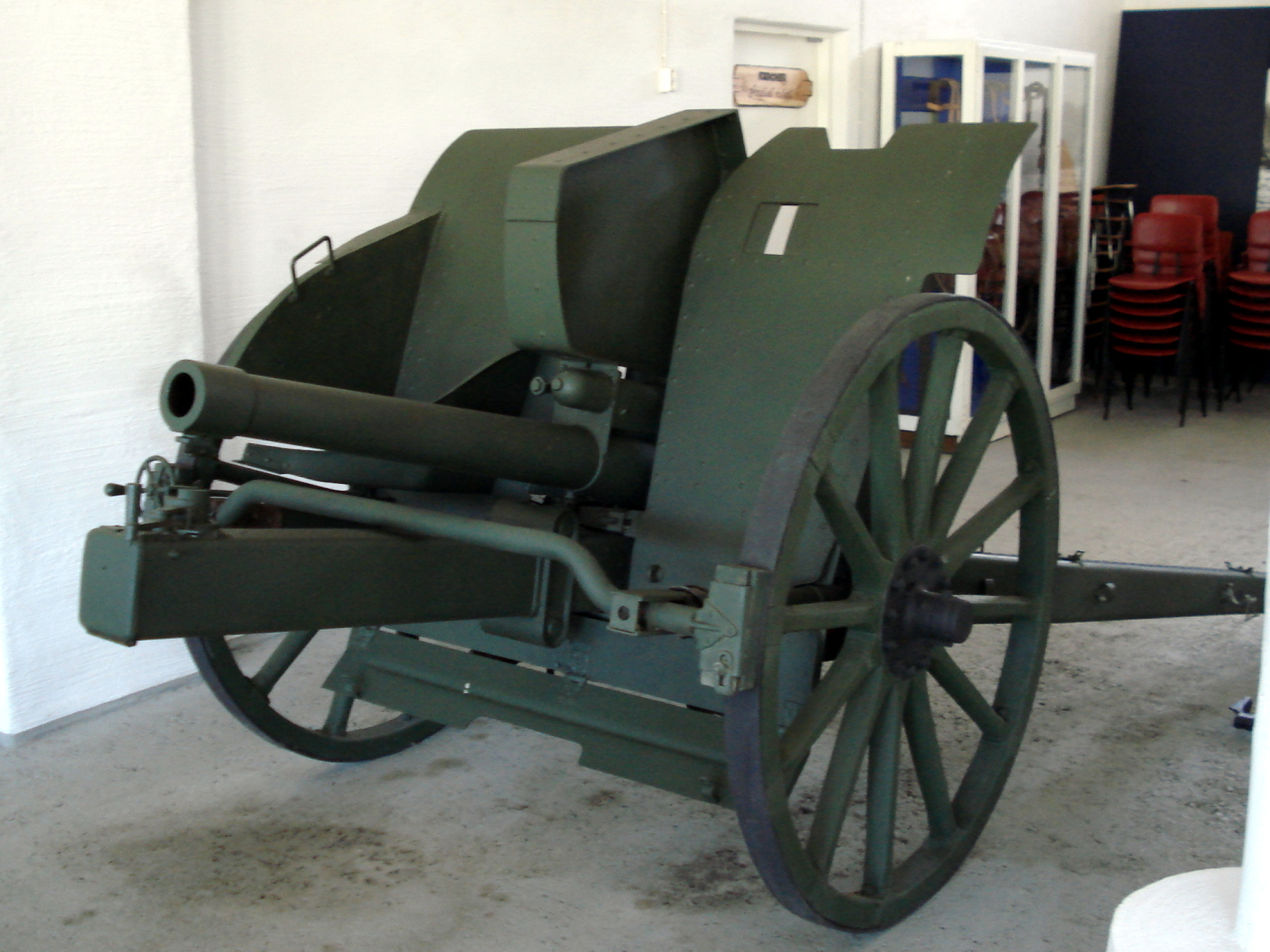
Артиллерийское орудие Cannone da 75 modello 11
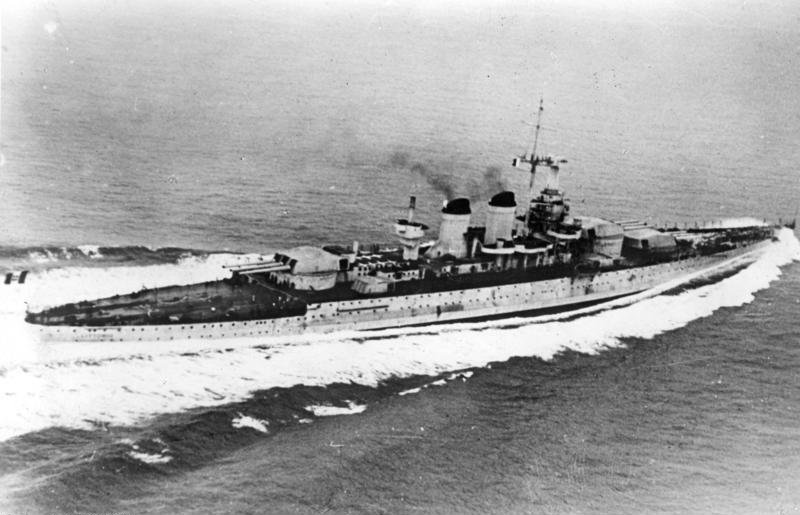
Линкор Литторио

### Япония

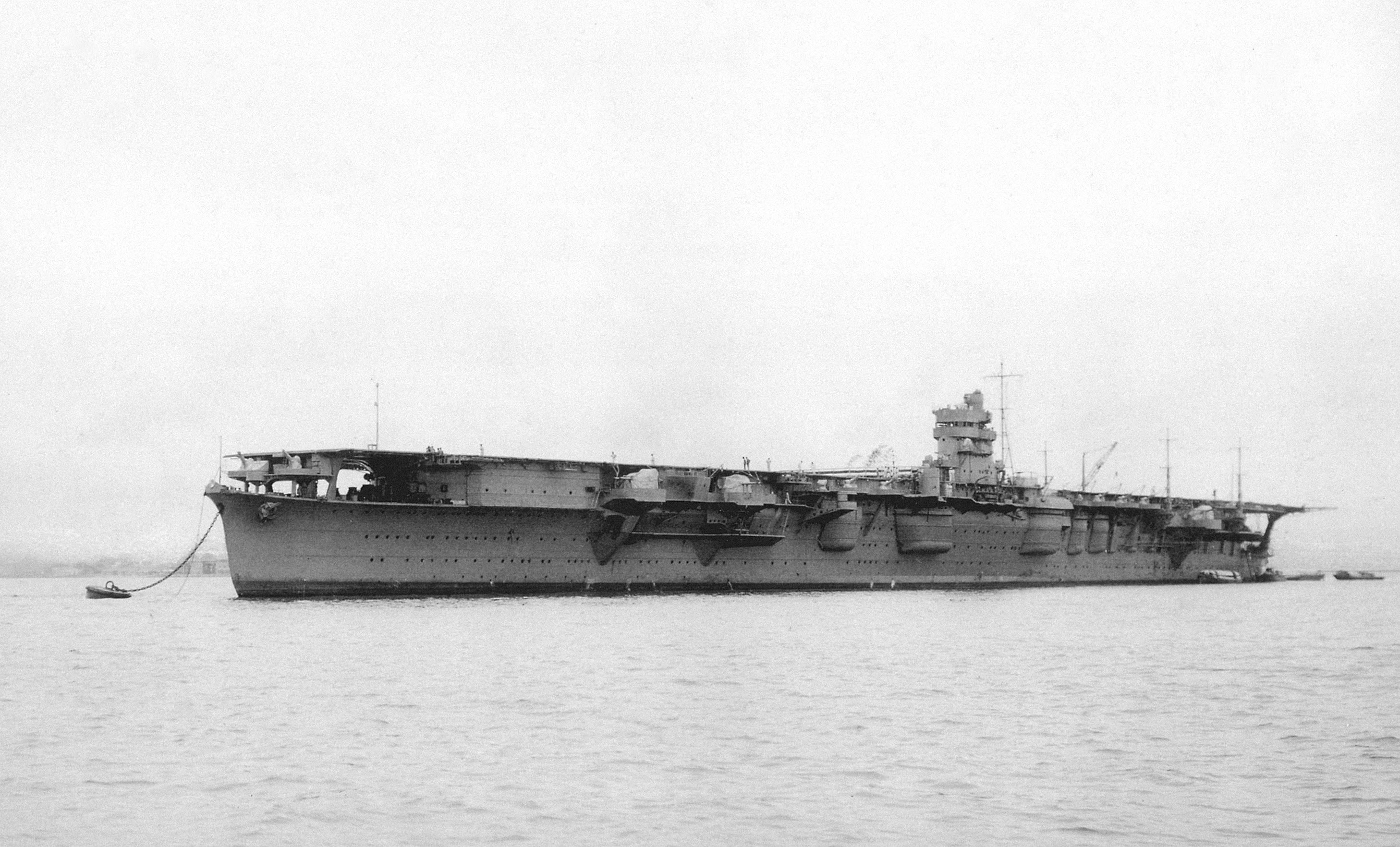
Авианосец «Хирю»

Бронетехнике в японской армии по сравнению с другими странами уделялось гораздо меньше внимания. Крупных механизированных соединений (как в немецкой или советской армии), у японцев не было. Основу бронетанкового парка составляли малые танки Тип 94 и Те-Ке, лёгкие Ха-Го, а также средние Чи-Ха и Шинхото Чи-Ха. В небольших количествах выпускались также Чи-Хе и Чи-Ну. Кроме того, ограниченно применялись и танки Тип 89, которые к тому времени уже считались устаревшими.
В истребительной авиации японской армии в начальный период войны наиболее распространёнными самолётами были Nakajima Ki-27 и Nakajima Ki-43 Hayabusa. Затем на замену им начали выпускать Nakajima Ki-44 Shoki, Kawasaki Ki-61 Hien и Nakajima Ki-84 Hayate. В качестве ночных и тяжёлых истребителей применялись Kawasaki Ki-45 Toryu и Kawasaki Ki-102.
В качестве лёгких бомбардировщиков использовались Mitsubishi Ki-30, Kawasaki Ki-32 и Kawasaki Ki-48, а в качестве тяжёлых — Mitsubishi Ki-21, Nakajima Ki-49 Donryu и Mitsubishi Ki-67 Hiryu.
Артиллерию Японии представляли 75-мм полевые пушки «тип 38», 75-мм пушки «тип 90», 70-мм гаубицы «Тип 92», 105-мм гаубицы «тип 91», 37-мм противотанковые пушки «тип 94», 47-мм противотанковые пушки «Тип 1» и 75-мм зенитные орудия «тип 88».
В качестве стрелкового оружия в Японии использовались пехотные винтовки Arisaka Type 38 и снайперские Arisaka Type 97. Применялись также пулемёты Type 11 и Type 99. Кроме того, в качестве личного оружия офицеров использовались револьверы Тип 26, а также пистолеты Хамада Тип 1, Намбу Тип 14 и Намбу Тип 94.
В Японии основное внимание уделялось военно-морскому флоту и палубной авиации. Императорский флот Японии к началу войны имел авианосцы «Сорю», «Хирю», «Сёкаку», «Дзуйкаку», «Кага», «Акаги», «Сёхо» и «Дзуйхо», а также линейные корабли типа «Фусо», «Исэ» и «Нагато». Кроме того, во время войны были введены в строй крупнейшие в мире линкоры типа «Ямато». Но даже такой достаточно большой флот в конечном счете был практически полностью уничтожен союзниками.
Палубный истребитель A6M Zero в начальный период войны считался одним из лучших в мире. В качестве палубного бомбардировщика использовался Aichi D3A, а в качестве торпедоносца — Nakajima B5N.

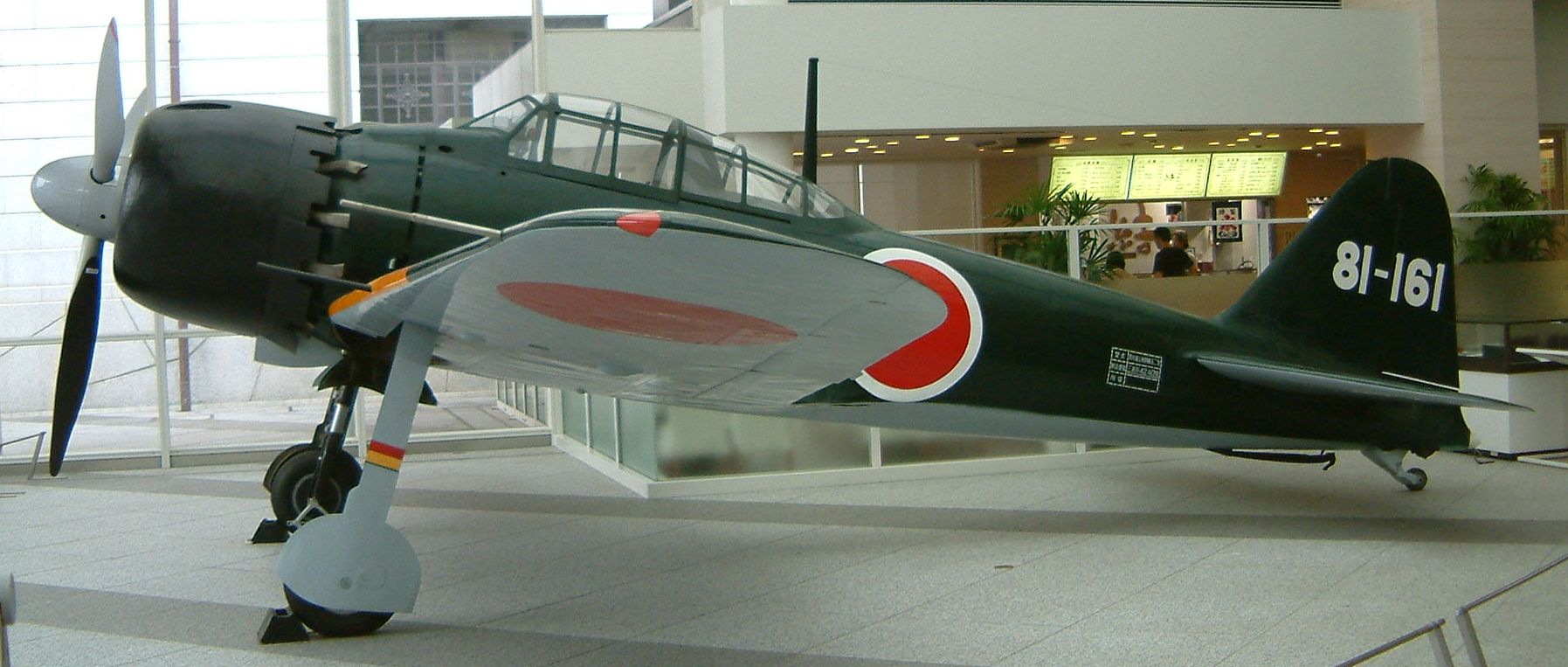
Палубный истребитель Mitsubishi A6M Zero
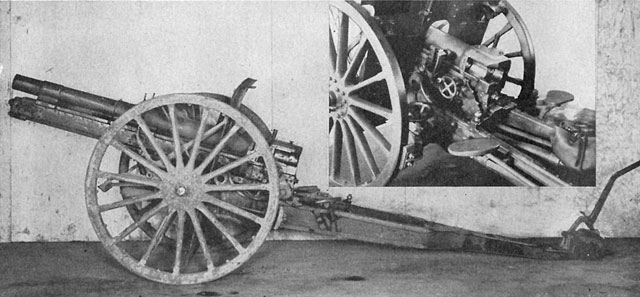
75-мм полевая пушка «тип 38»
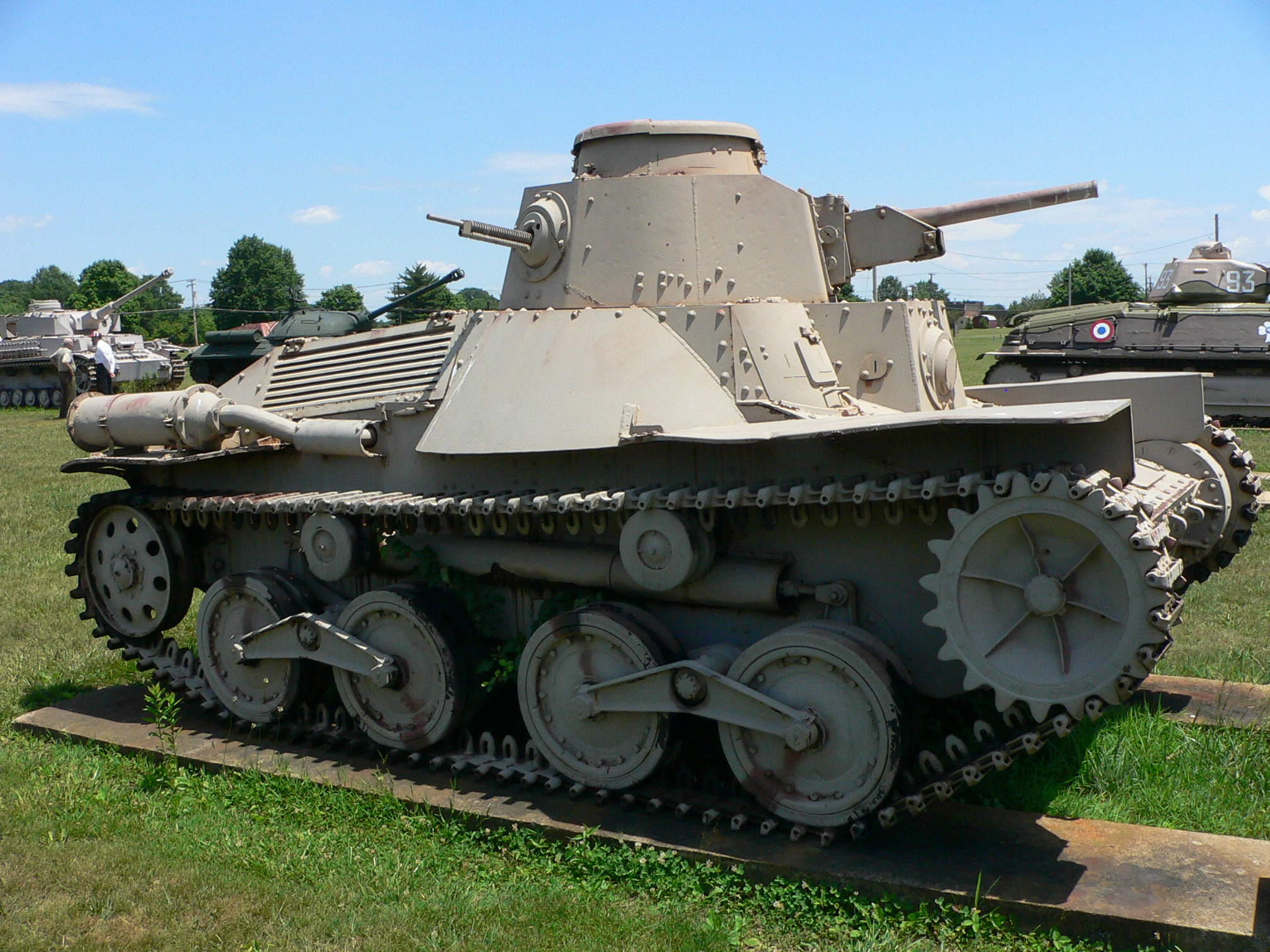
Лёгкий танк Ха-Го
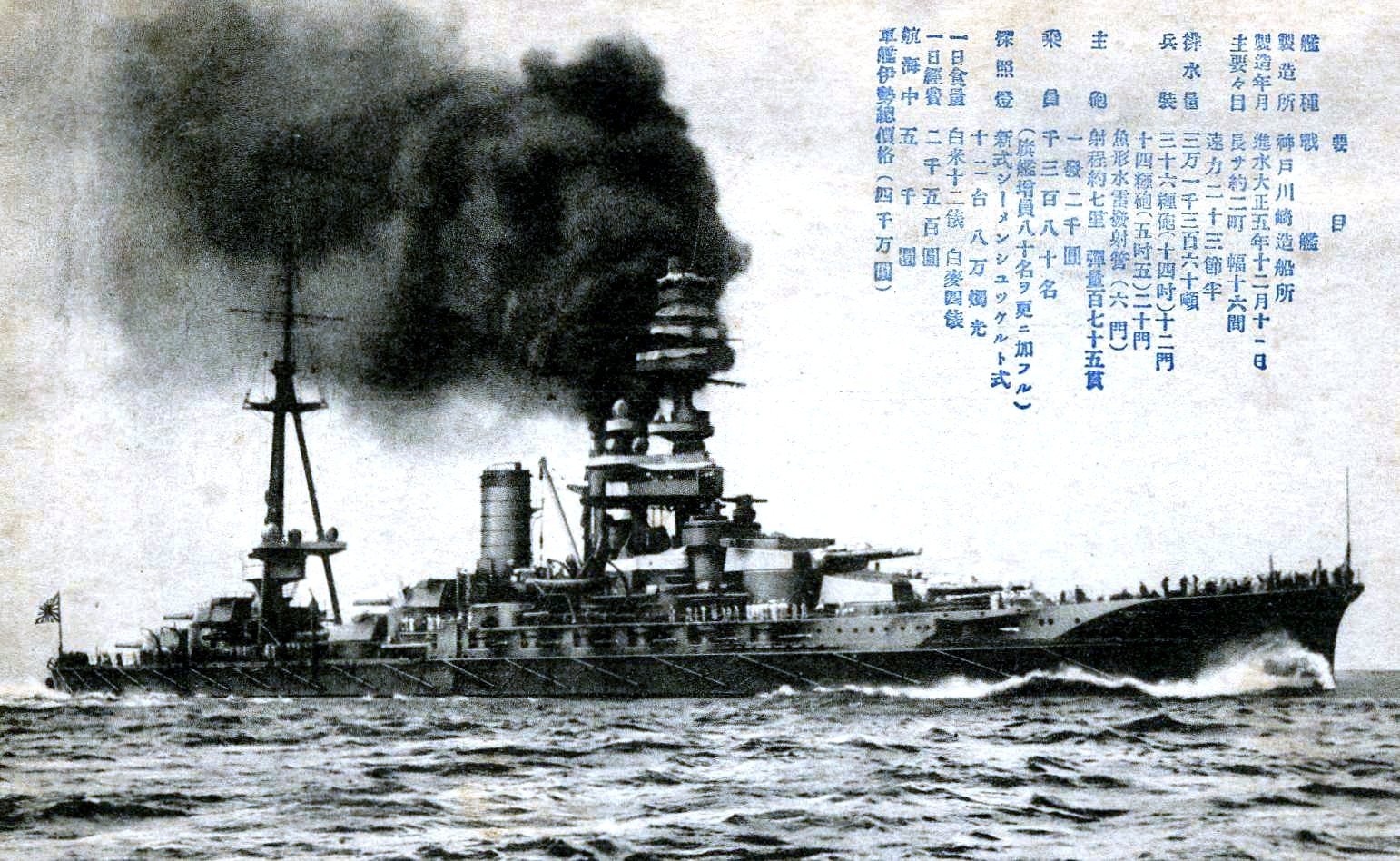
Линкор Исэ

### Другие страны
Основу венгерских бронетанковых войск составляли танки собственного производства: лёгкие «Толди» и средние «Туран». В ВВС Венгрии были в основном устаревшие самолёты, такие как итальянские Fiat CR.32, Fiat CR.42 Falco и немецкие Ju 86.
 Румынская бронетехника включала в себя танки R-2 (копия чехословацких LT vz.35), а также безнадежно устаревшие Рено FT-17. В ходе войны румыны получили также небольшое количество немецких PzKpfw III и PzKpfw IV. Румынские ВВС имели на вооружении самолёты IAR 80 и IAR 37 собственного производства, а также немецкие Heinkel He 111, Heinkel He 112, Henschel Hs 129, Messerschmitt Bf.109, Junkers Ju 87 и Junkers Ju 88.
 Танковые войска Финляндии перед началом советско-финской войны имели лишь несколько английских танков Vickers Mk E и устаревших Рено FT-17. Но в ходе войны танковый парк пополнился трофейными советскими Т-26, Т-28 и бронеавтомобилями. С началом Великой Отечественной войны к ним добавились ещё несколько трофейных Т-34 и БТ. Кроме того, в 1943-44 годах из Германии поставлялись StuG 40 Ausf.G, PzKpfw IV.

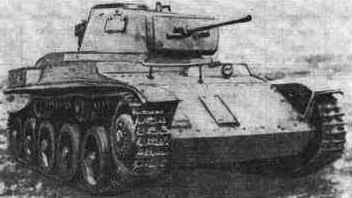
Венгерский танк 38M Toldi I

Авиация Финляндии в начале войны была представлена голландскими истребителями Fokker D.XXI, а также английскими Bristol Bulldog и Gloster Gladiator. В США были закуплены В-239 «Buffalo», а во Франции — Morane-Saulnier MS.406, после разгрома Франции немцы передали финским ВВС бывшие у французов Curtiss P-36 Hawk. В бомбардировочной авиации использовались английские самолёты Bristol Blenheim. Небольшой военно-морской флот имел на вооружении броненосцы береговой обороны «Вяйнямейнен» и «Ильмаринен».